# Hlavní město
Hlavní město představuje správní středisko a symbol určitého území, typicky státu nebo většího správního nebo samosprávného celku. Určitým ekvivalentem, v mnoha případech synonymem, je výraz metropole z řeckého μητρόπολις (metropolis) – výrazu složeného ze slov métér – matka a polis – město, tedy „mateřské město“).

## Charakteristika
Zpravidla se jedná o sídlo parlamentu, vlády a dalších významných institucí daného území, ve většině případů je rovněž významným obchodním a kulturním střediskem či dopravním uzlem. Často se také jedná o největší město na tomto území, není to však pravidlem, příkladem může být Švýcarsko (hlavní město je Bern a největší Zürich) nebo USA (hlavní město je Washington a největší New York). Hlavní město státu bývá určeno ústavou či jinou právní úpravou daného státu.
Hlavní města evropských států svůj status získala většinou již ve středověku či dříve (např. Řím, Paříž, Londýn, Praha, Vídeň). Hlavní města států Afriky, Asie, Ameriky a Oceánie vzešla většinou z bývalých koloniálních správních středisek. Výjimkou nejsou ani uměle vzniklá hlavní města, tj. města zbudovaná přímo pro tento účel: Washington (USA), Canberra (Austrálie), Brasília (Brazílie), Abuja (Nigérie). V případě městských států, jako jsou Monako či Vatikán, se hlavní město neuvádí.
Některé státy mají více hlavních měst, resp. více sídelních měst, protože jsou rozlišena tím, jaká ústavní instituce či ústřední orgán státní správy v nich sídlí. Příkladem může být Nizozemsko, kde je hlavním městem a zároveň sídlem hlavy státu Amsterdam, ale sídlem parlamentu a vlády je Haag. V případě Jihoafrické republiky jde dokonce o tři města, sídlem vlády je Pretoria, parlamentu Kapské Město a nejvyššího soudu Bloemfontein. V České republice je podle čl. 13 Ústavy hlavním městem Praha, za sídelní město ale může být považováno i Brno (Ústavní soud, Nejvyšší soud, Nejvyšší správní soud, Nejvyšší státní zastupitelství, Úřad pro ochranu hospodářské soutěže, Veřejný ochránce práv) a Jihlava (Energetický regulační úřad). Jediné suverénní země bez oficiálního hlavního města jsou Švýcarsko a Nauru.
V některých případech může být otázka hlavního města velmi citlivá. Příklady ze současnosti:
- Izrael a Palestina: Status Jeruzaléma jako hlavního města je jedním z nejdůležitějších bodů izraelsko-palestinského konfliktu. Mnozí politikové demonstrují svůj politický postoj v konfliktu vyjádřeními k otázce hlavního města Izraele/Palestiny (a například s tím souvisejícího přesunu ambasády).[2]
- Kosovo: Otázka hlavního města Prištiny je spojena s otázkou nezávislosti Kosova.
- Španělsko: Status Barcelony jako hlavního města Katalánska je často zmiňován v kontextu katalánského separatismu.
- Ukrajina: Ruská invaze na Ukrajinu v roce 2022 byla částečně motivována snahou ovládnout Kyjev, hlavní město Ukrajiny.

Příklady z minulosti:
- Jugoslávie: Konflikt mezi Srby, Chorvaty a Bosňáky v devadesátých letech dvacátého století se odrážel i v otázce hlavního města.
- Turecko: Otázka přemístění hlavního města z Istanbulu do Ankary byla v minulosti politicky velmi citlivá. Ostatně samo město Konstantinopol (Istanbul) bylo jako takové po staletí velmi významným mocensko-politicko-náboženským symbolem a jeho dobytí bylo klíčovým momentem světových dějin (mnozí renomované historikové[3] označují tuto událost jako "konec středověku" místo tradičnějšího objevení Ameriky Kryštofem Kolumbem).
- Římská říše: Akt oficiálního prohlášení osady Byzantion za hlavní město říše byl nejvýznamnějším prvkem reforem císaře Konstantina Velikého a velmi významným faktorem úpadku Říma v pozdním starověku a raném středověku.
- Německo: Otázka dobytí Berlína jako hlavního města hitlerovské říše se stalo velmi důležitou součástí strategie mocností druhé světové války. Rozdělení města do čtyř sektorů (a pozdější vznik Západního Berlína a Východního Berlína, potažmo berlínské zdi) se stalo velmi citlivým bodem poválečného uspořádání poměrů i samotné studené války (např. tzv. Berlínské krize) a také revolučních událostí roku 1989.
- Polsko: Otázka hlavního města Polska v období několikerého dělení Polska byla značně komplikovaná a podléhala neustálým změnám v závislosti na politické situaci a rozdělení polského území mezi Prusko, Rakousko a Rusko.
- Rusko: Moskva bývá někdy prohlašována za "Třetí Řím" coby symbolické hlavní město světa, a to zejména v náboženském významu.

## Fotogalerie

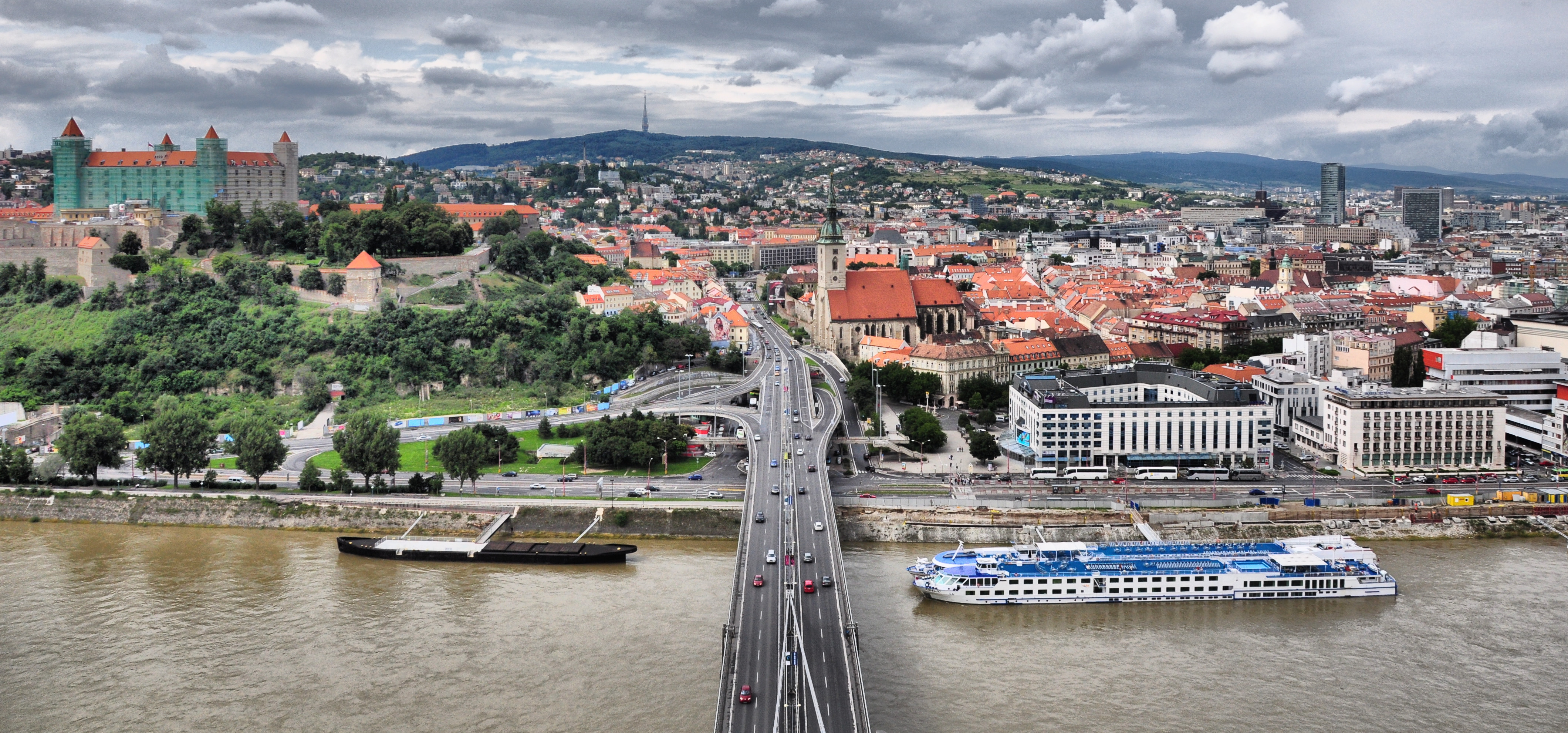
Bratislava (Slovensko)
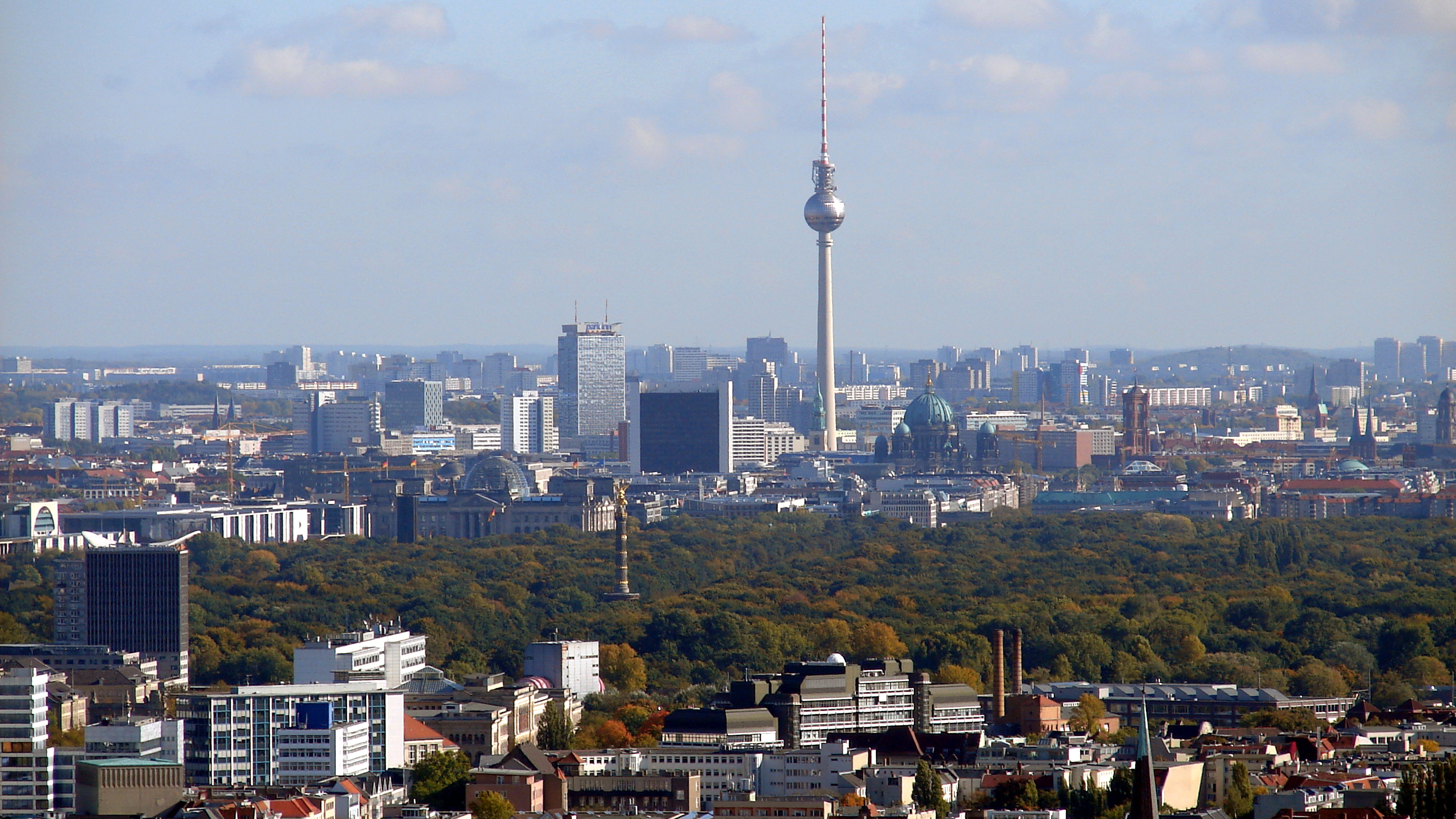
Berlín (Německo)
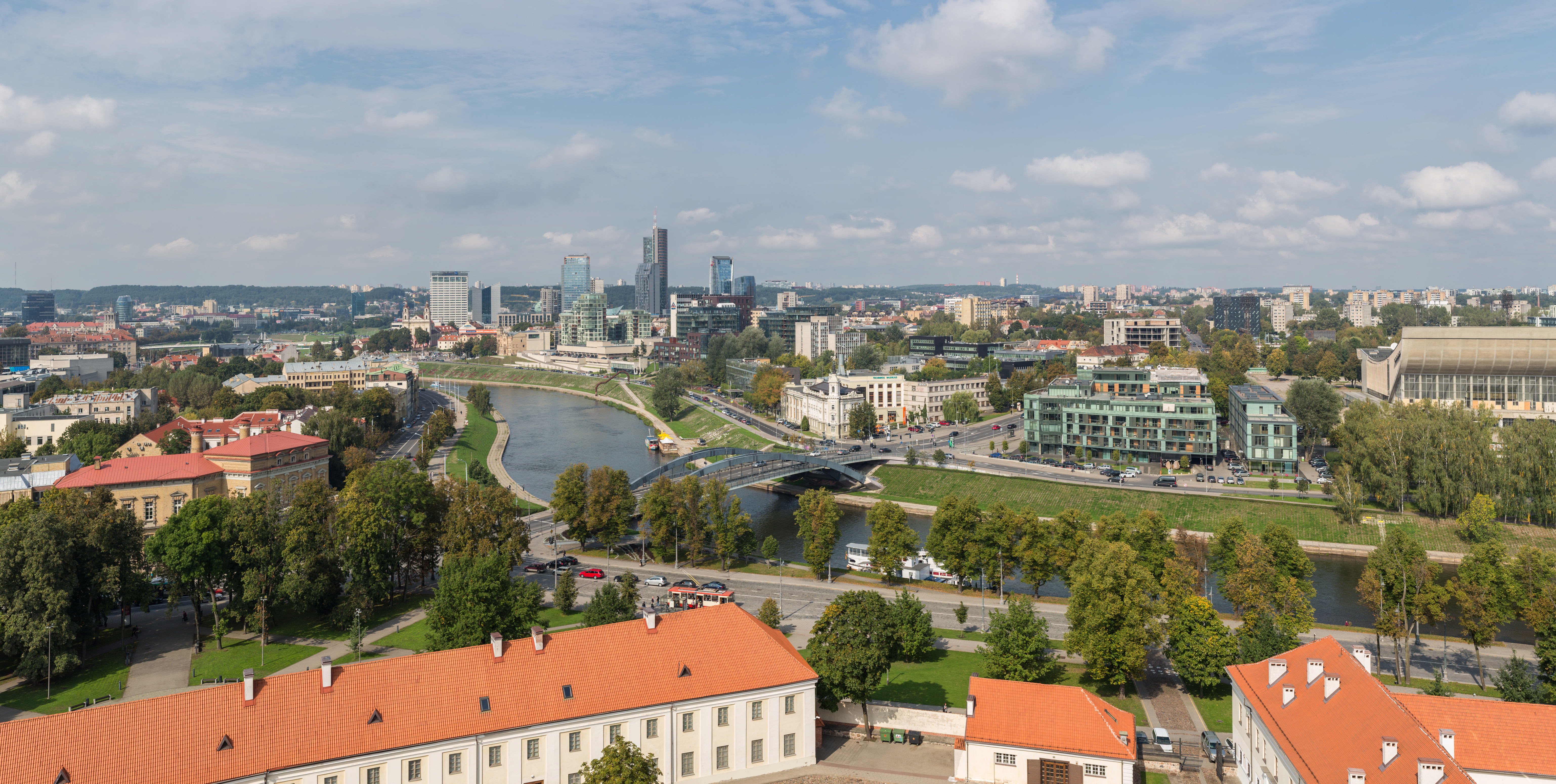
Vilnius (Litva)
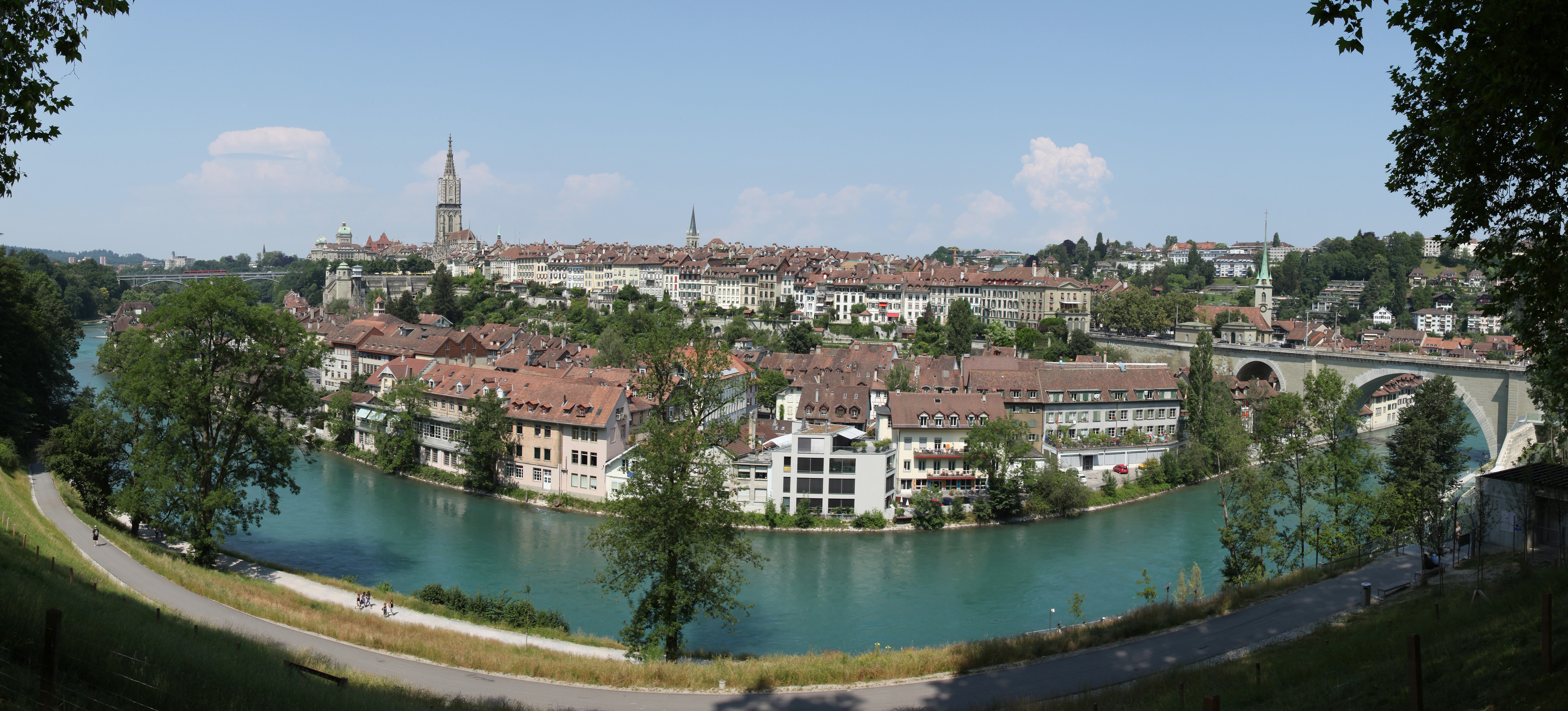
Bern (Švýcarsko)
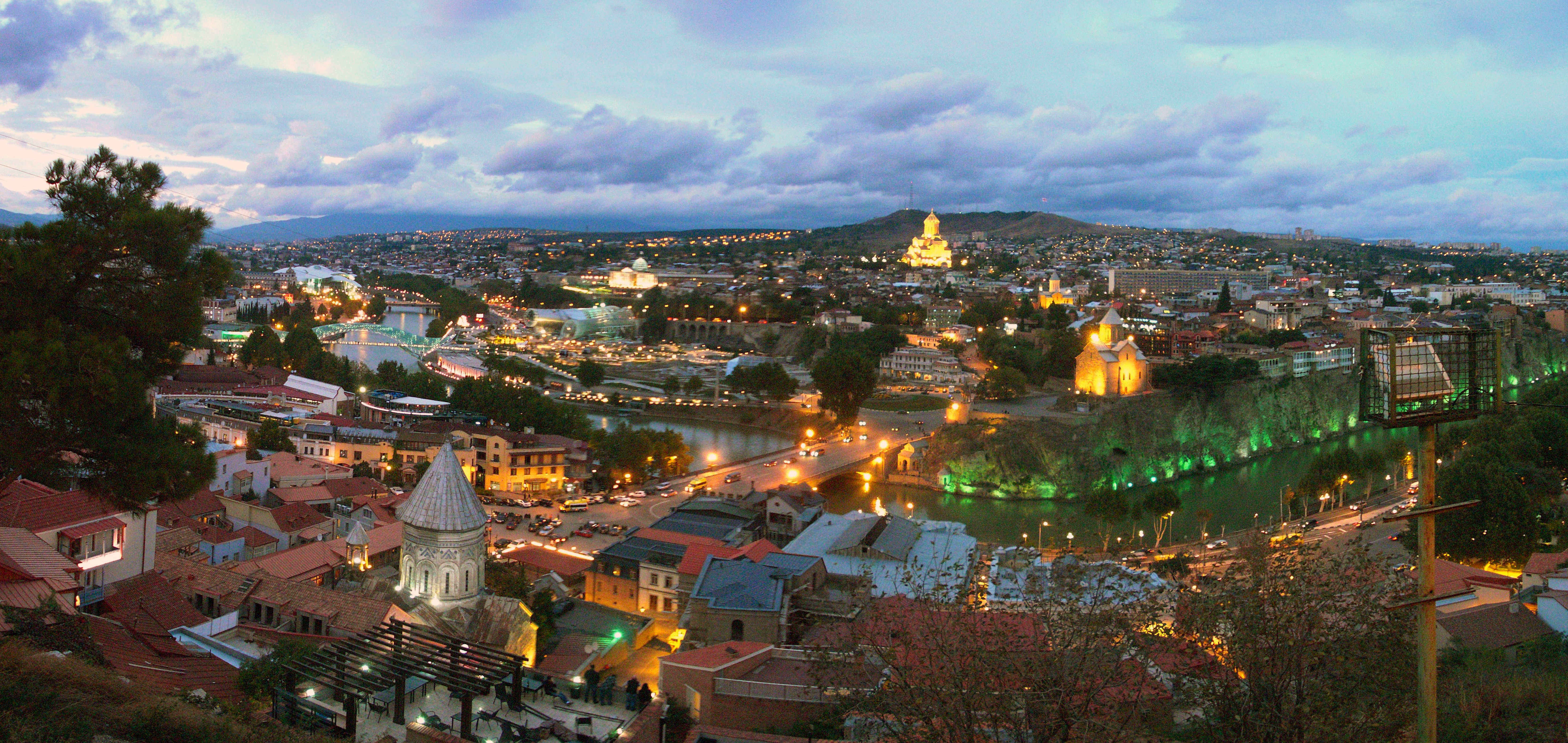
Tbilisi (Gruzie)
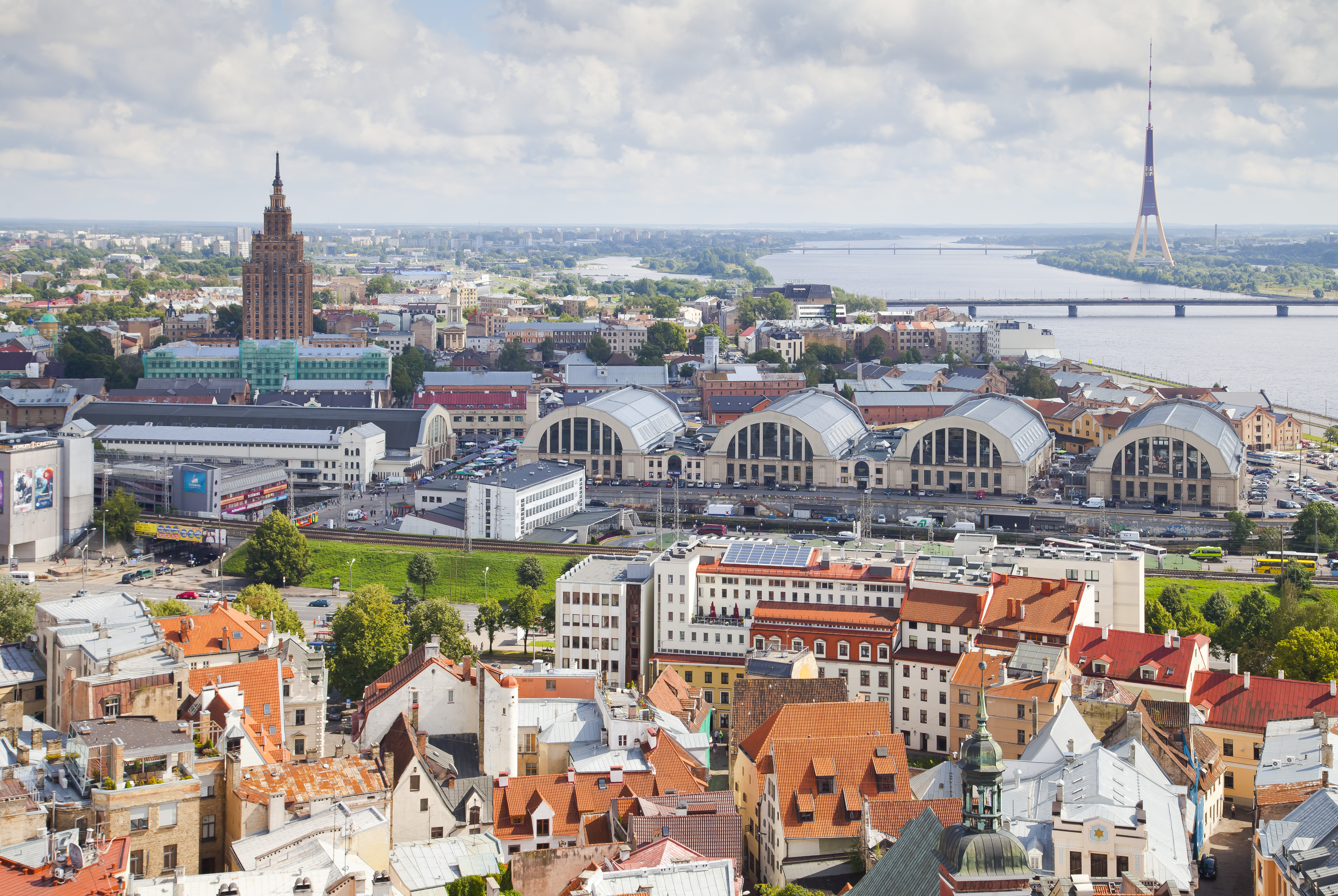
Riga (Lotyšsko)
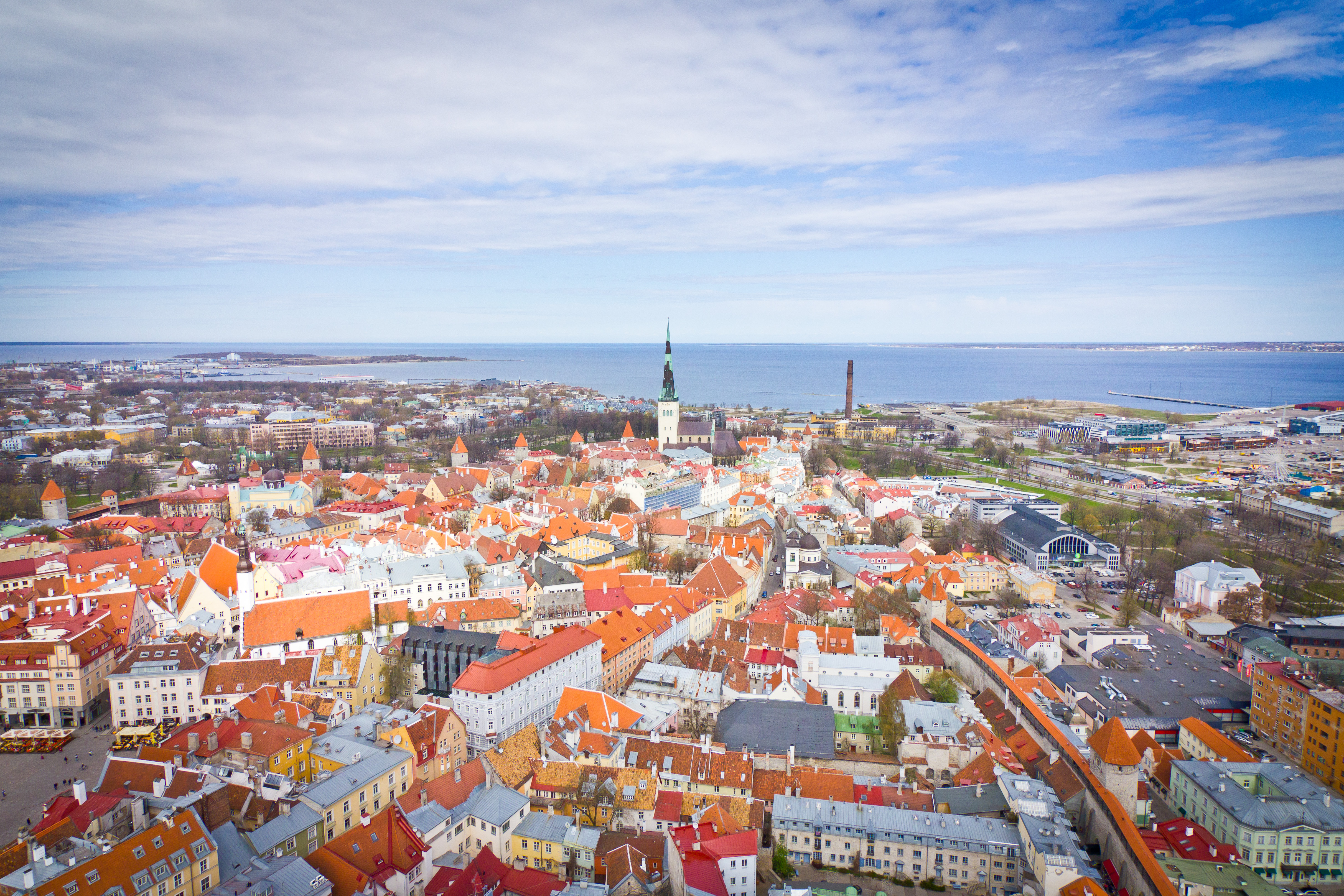
Tallinn (Estonsko)
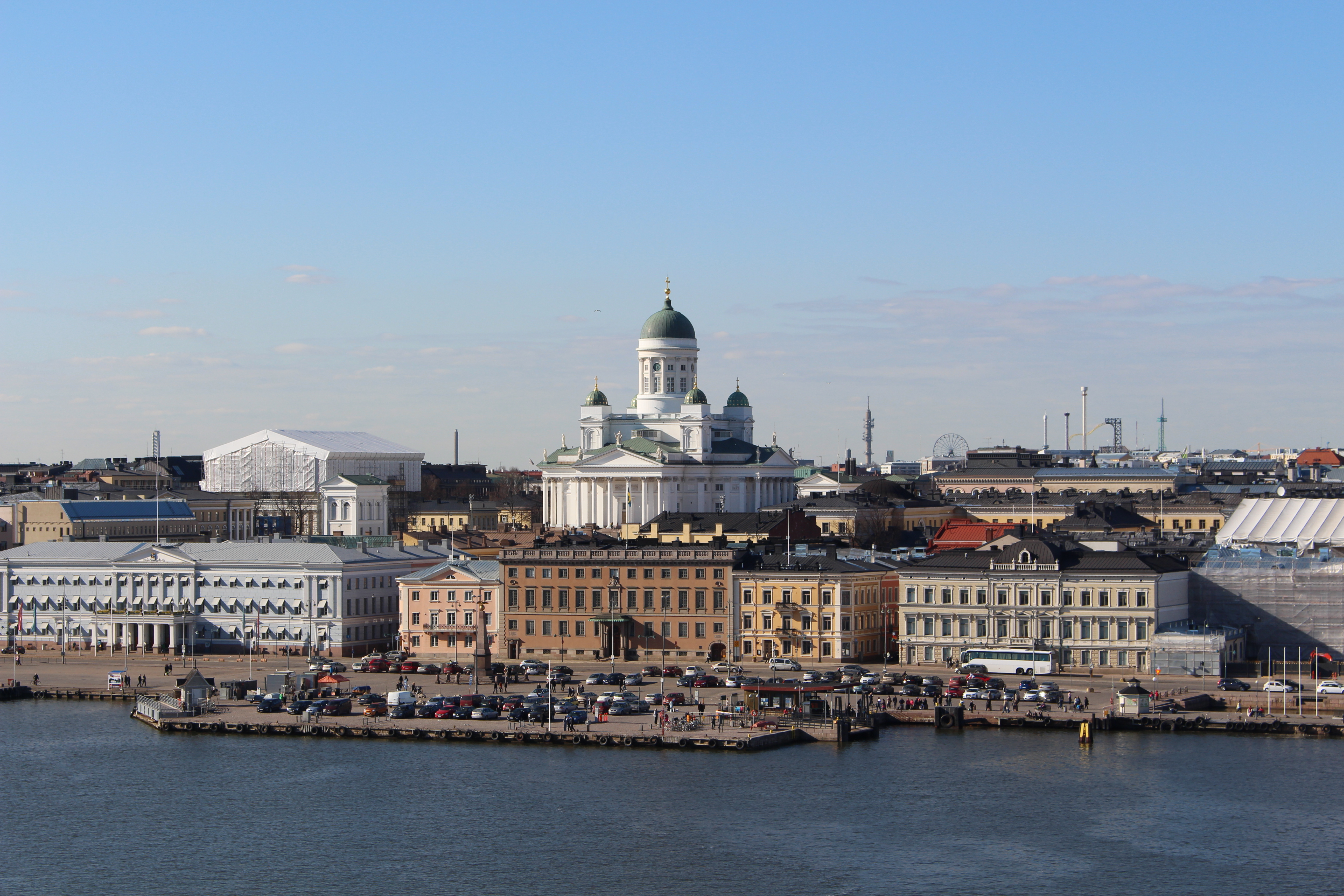
Helsinky (Finsko)
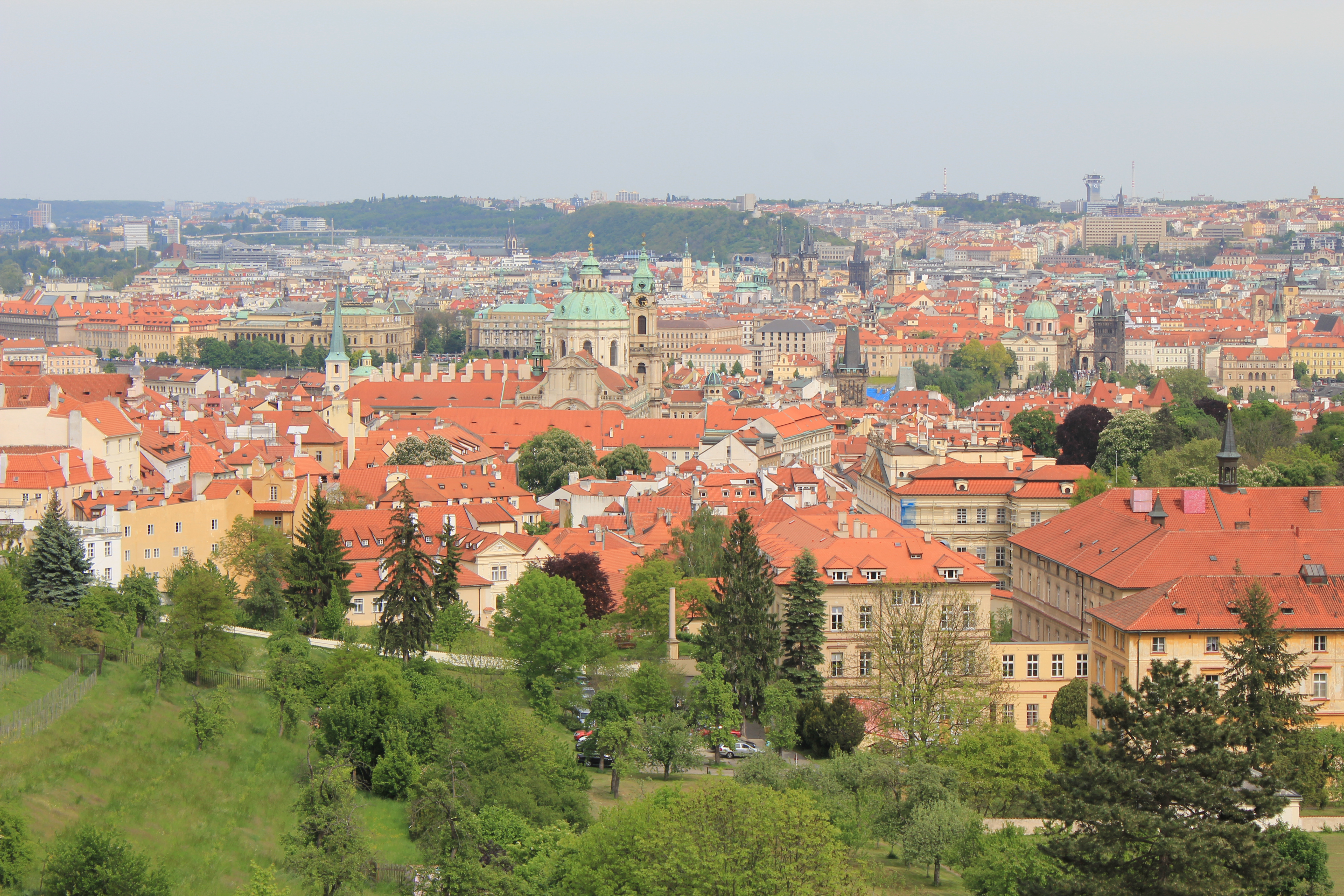
Praha (Česko)
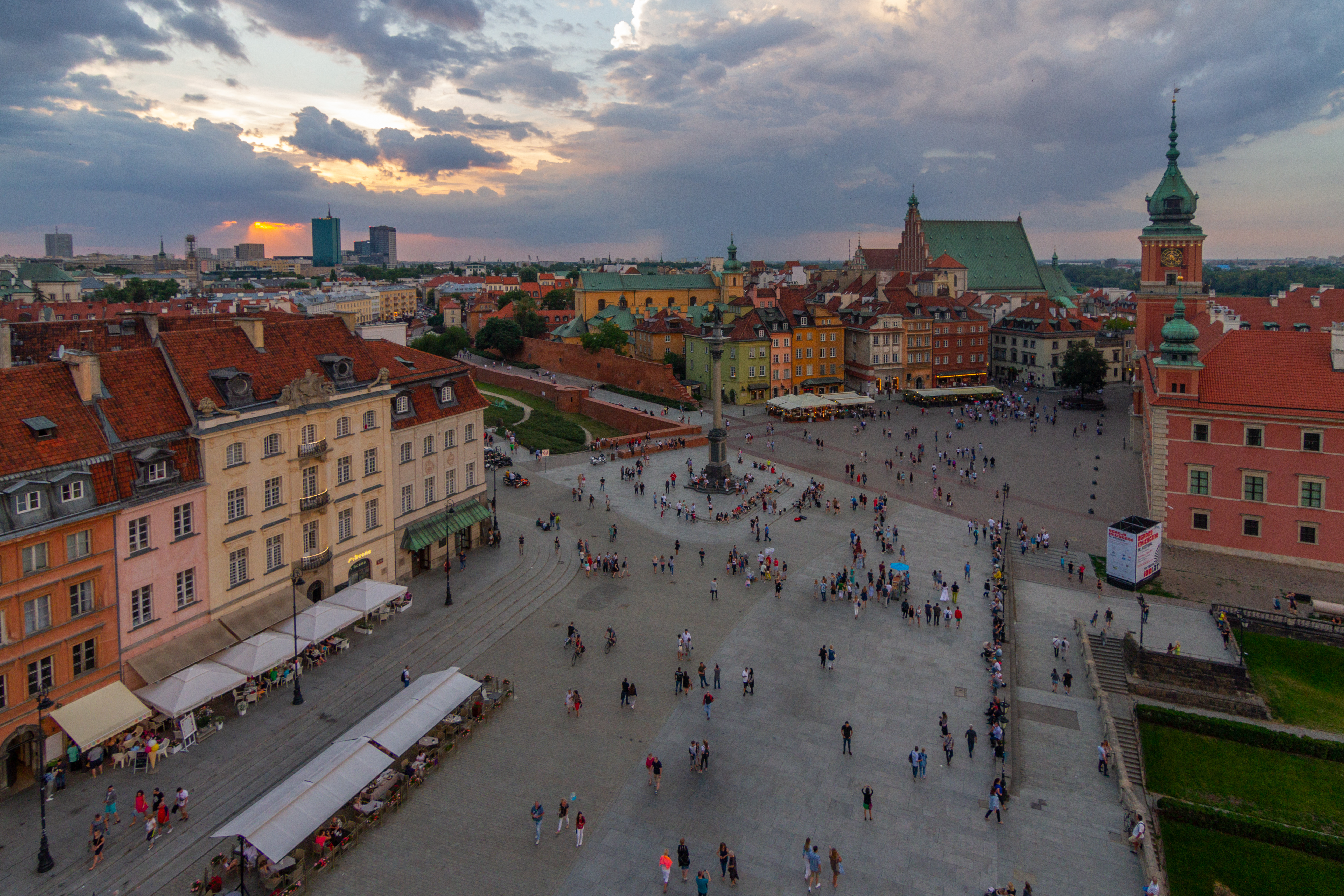
Varšava (Polsko)
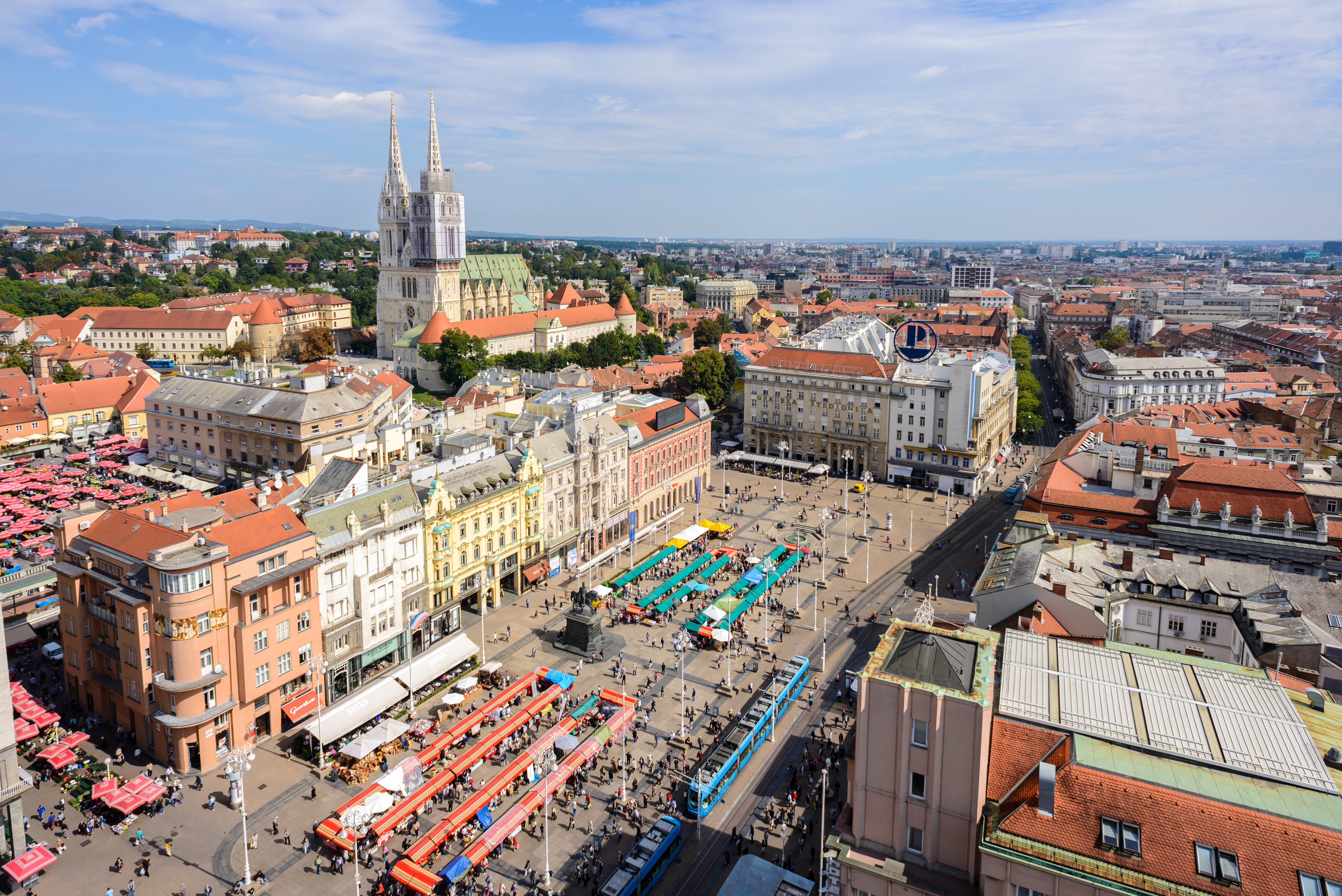
Záhřeb (Chorvatsko)
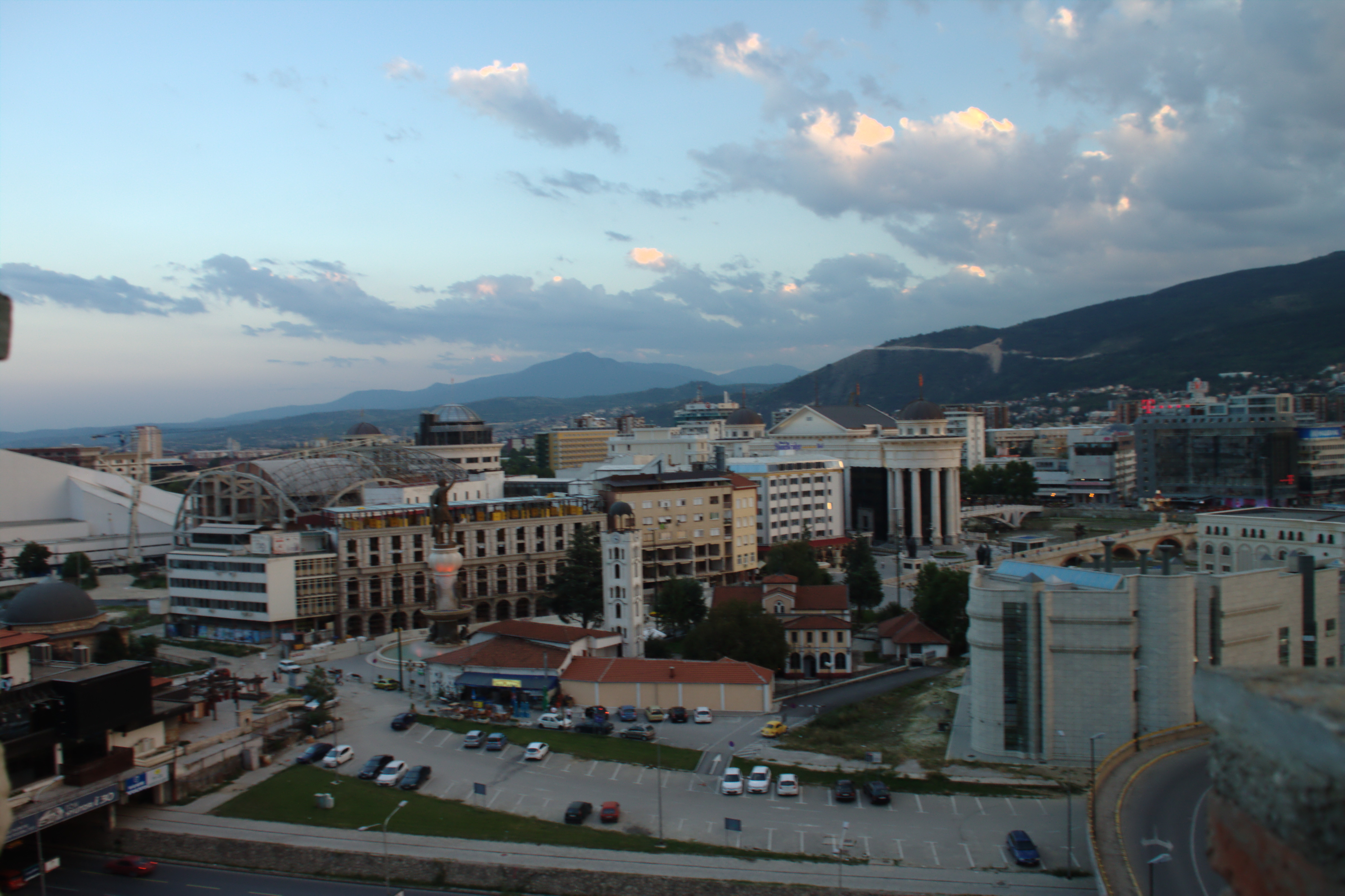
Skopje (Severní Makedonie)
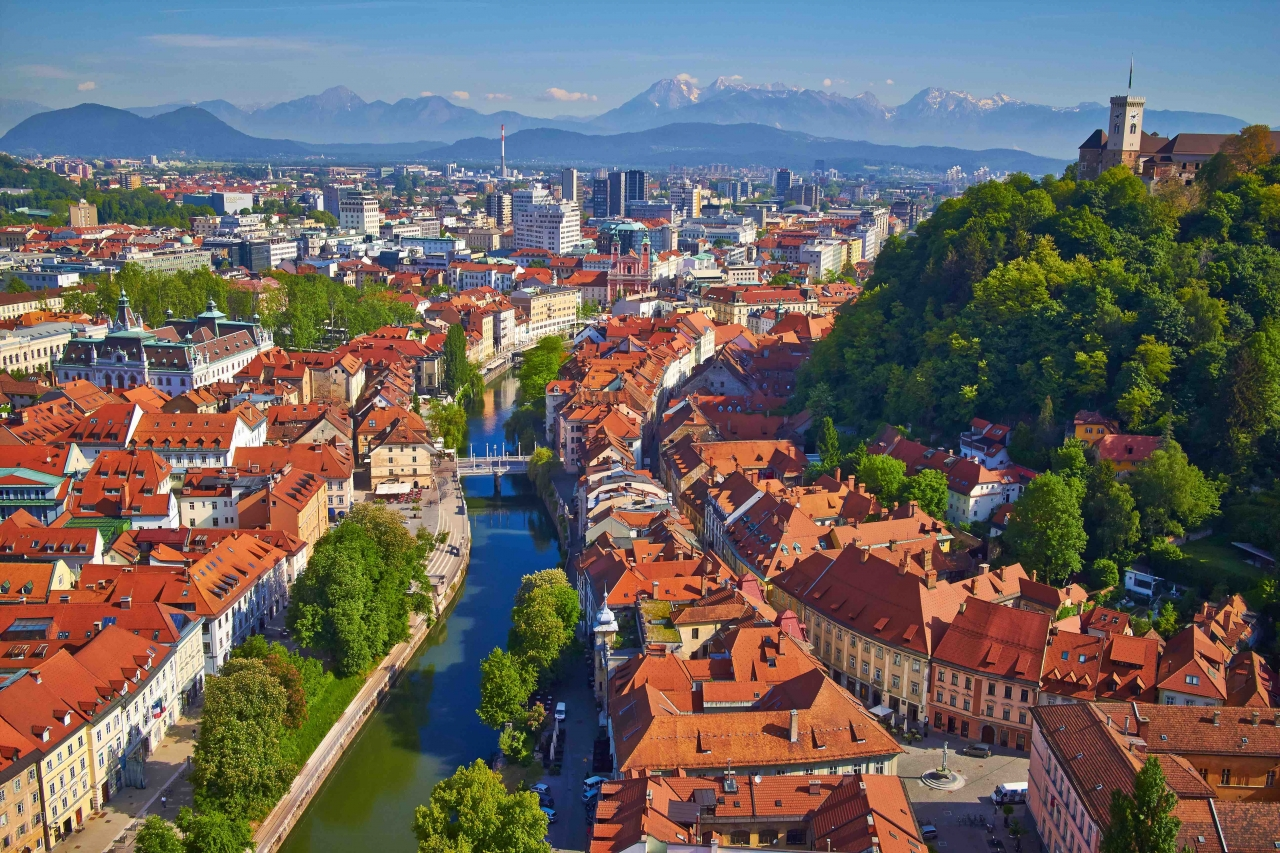
Lublaň (Slovinsko)
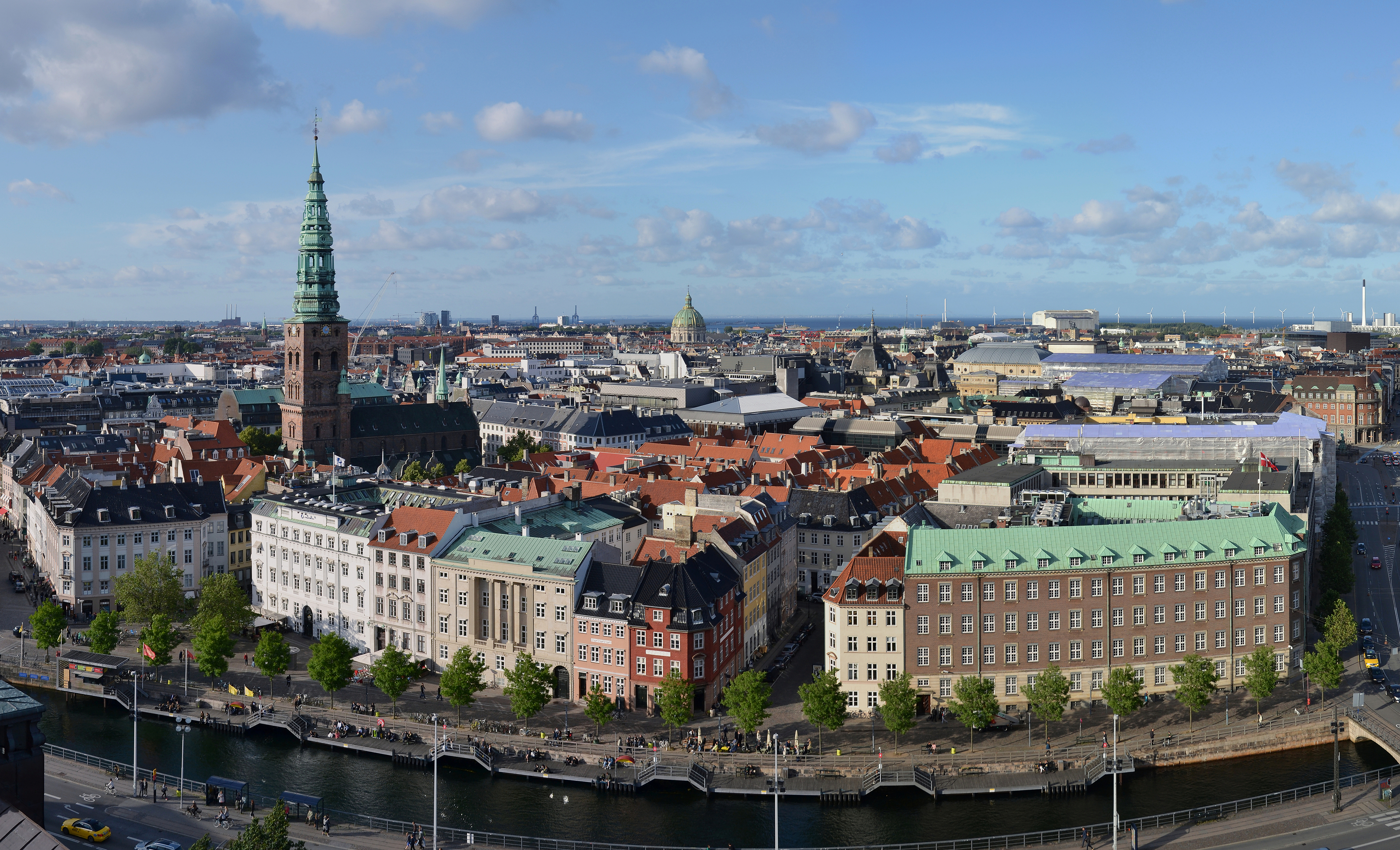
Kodaň (Dánsko)
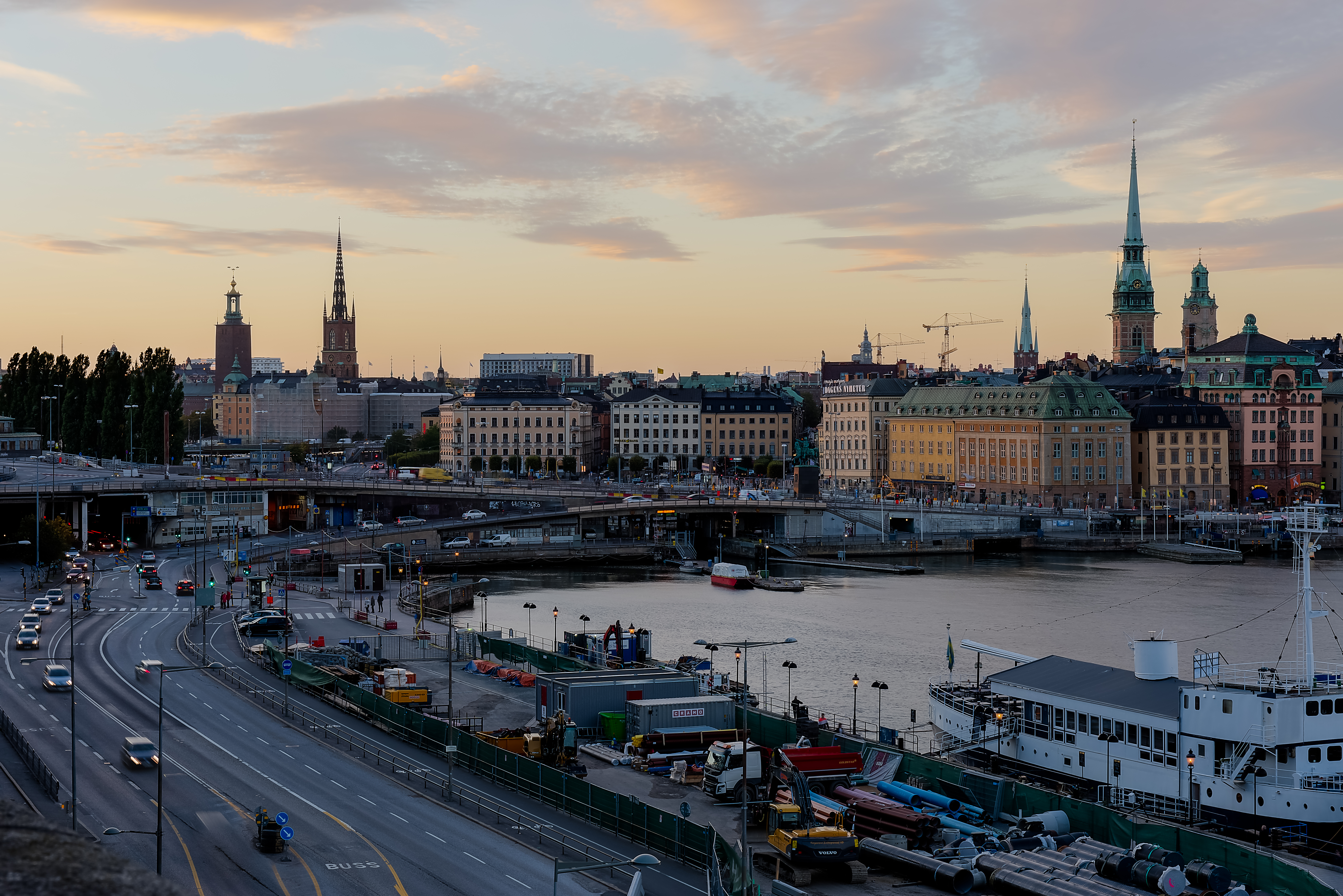
Stockholm (Švédsko)
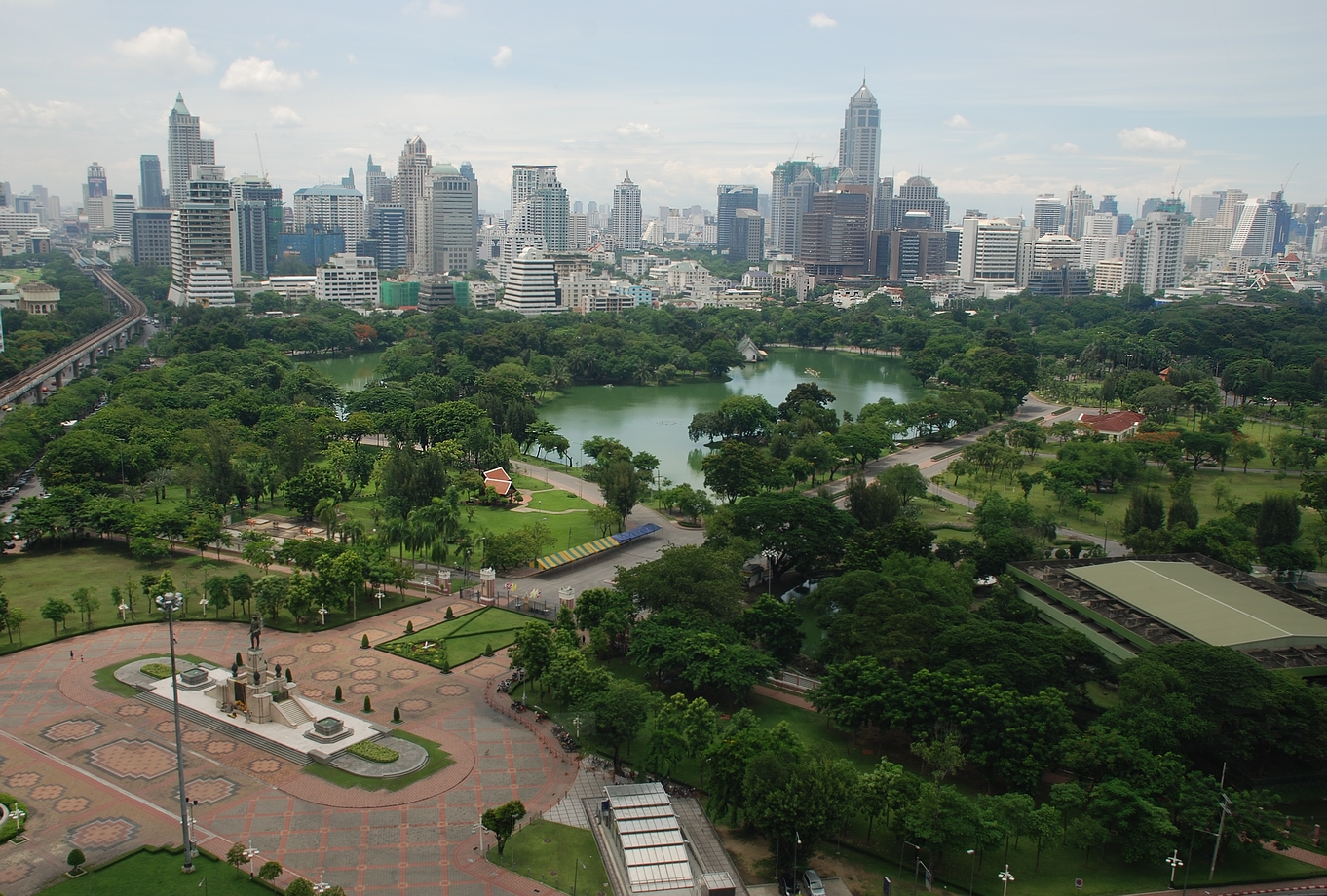
Bangkok (Thajsko)
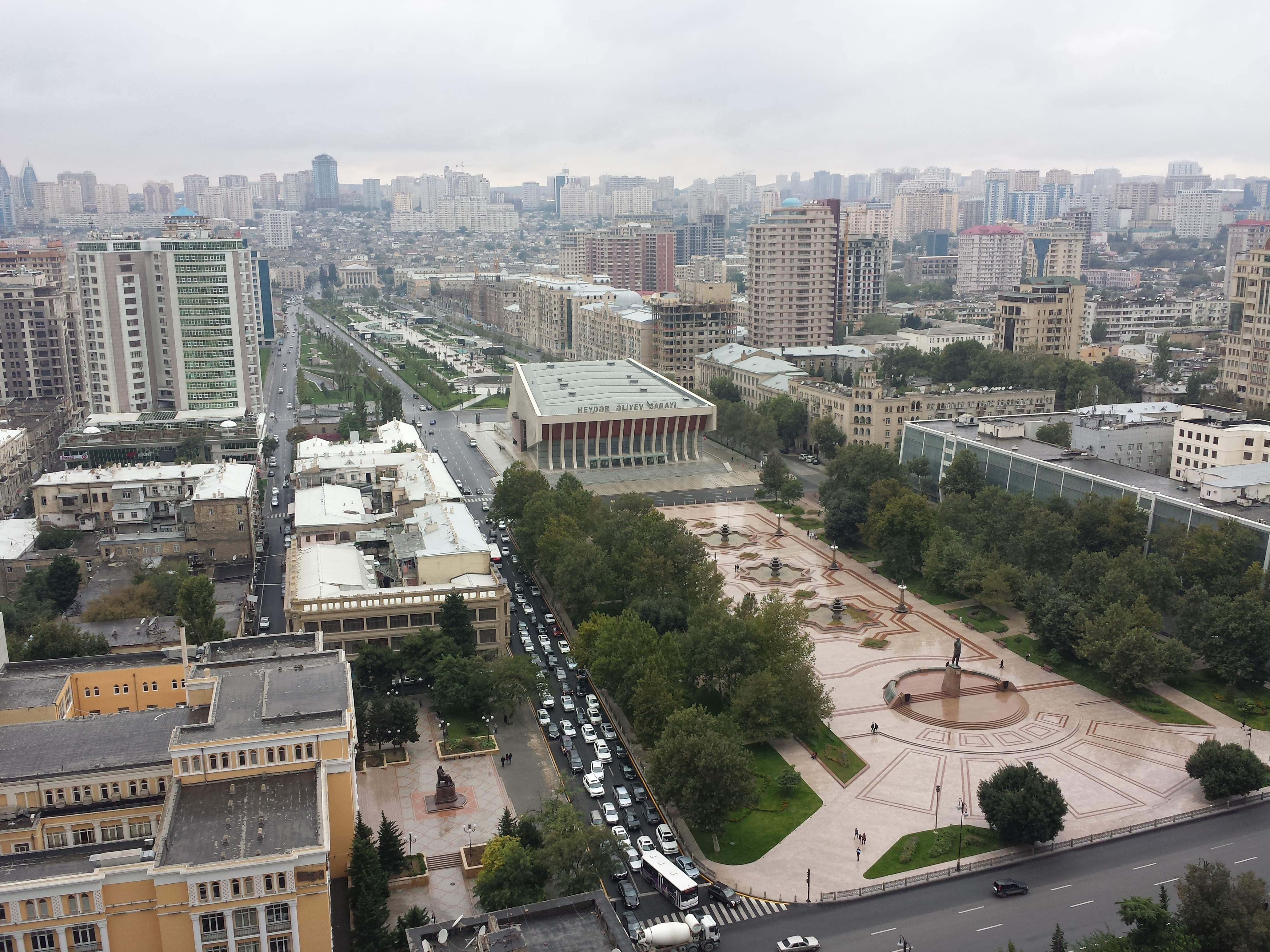
Baku (Ázerbájdžán)
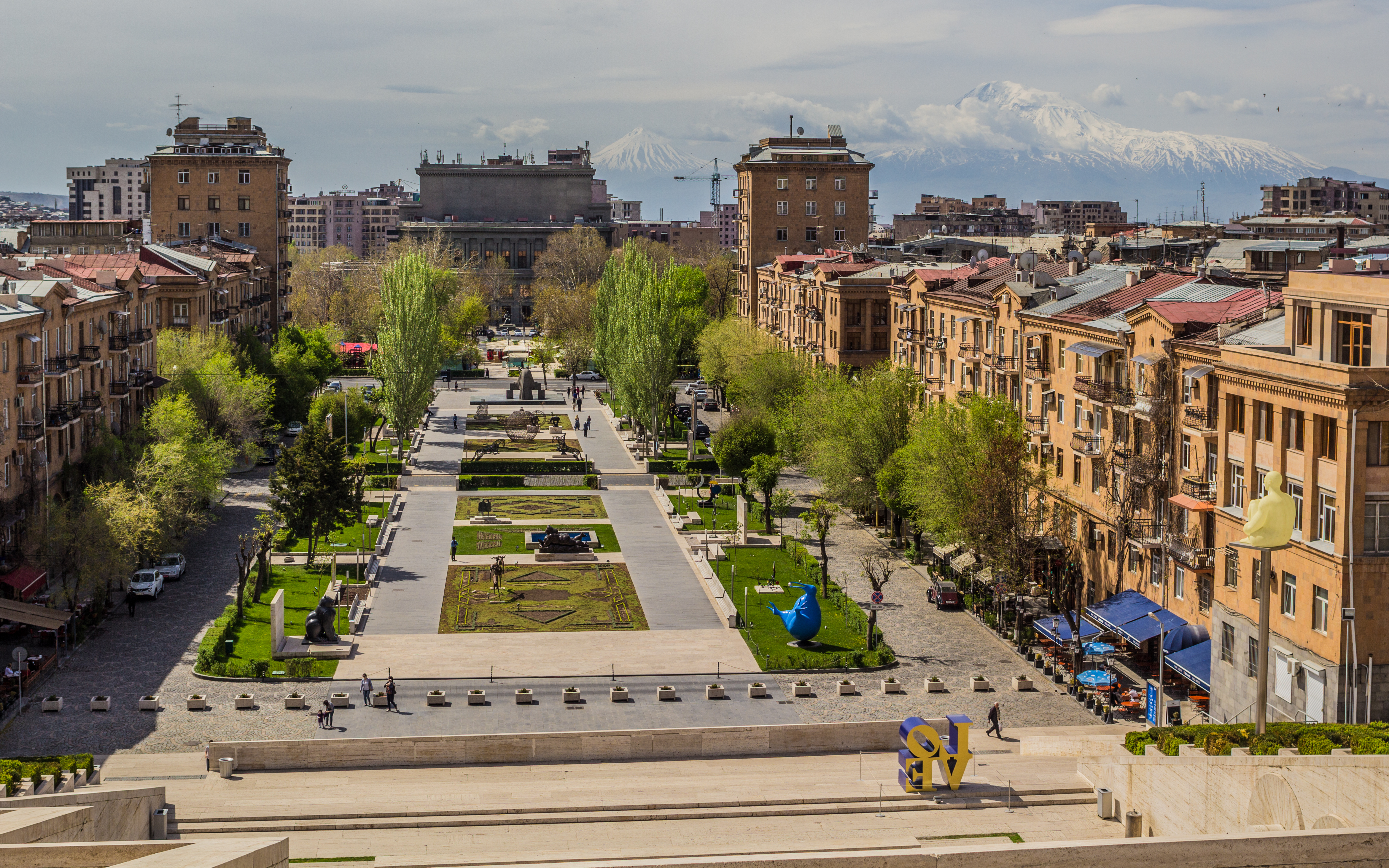
Jerevan (Arménie)
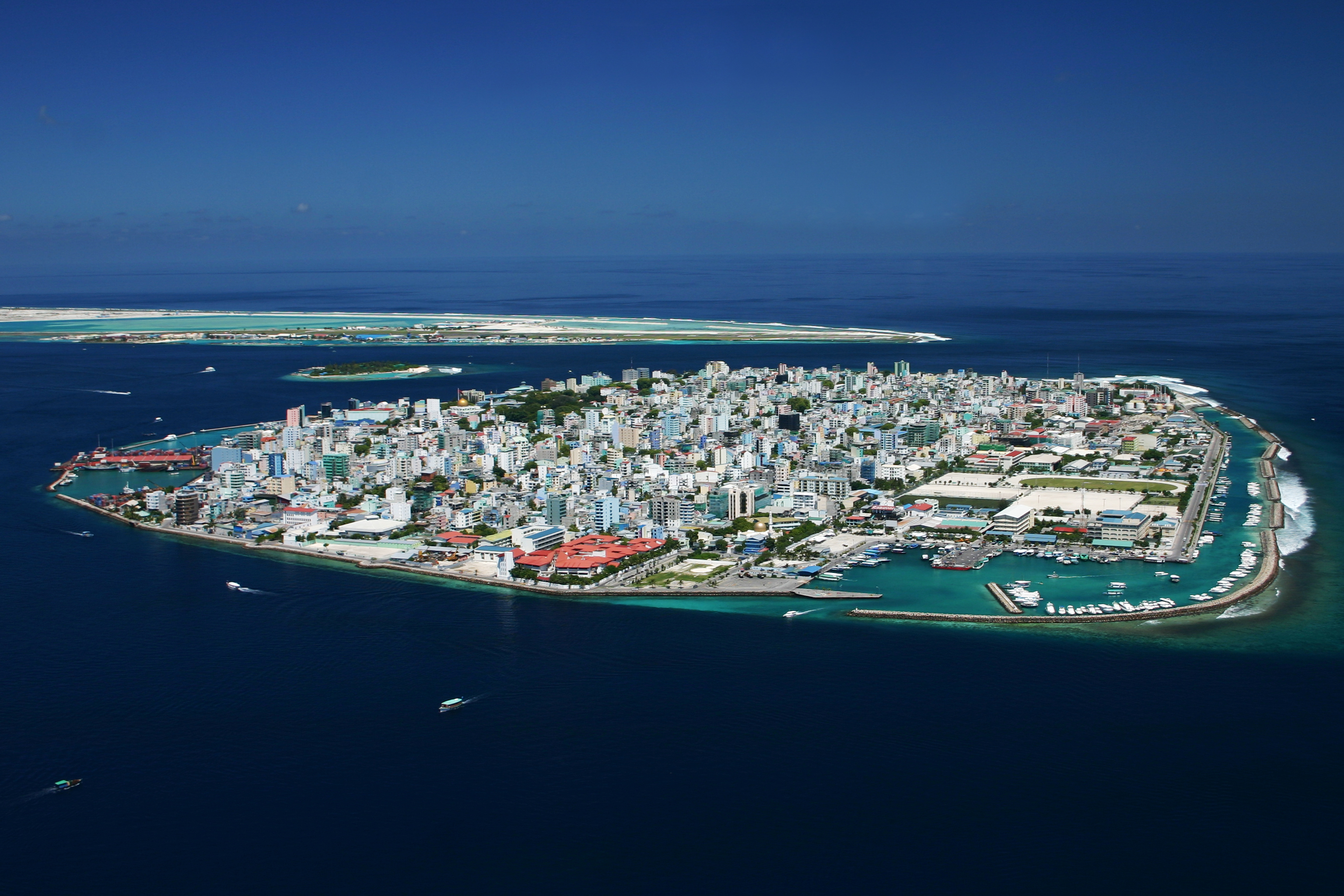
Male (Maledivy)
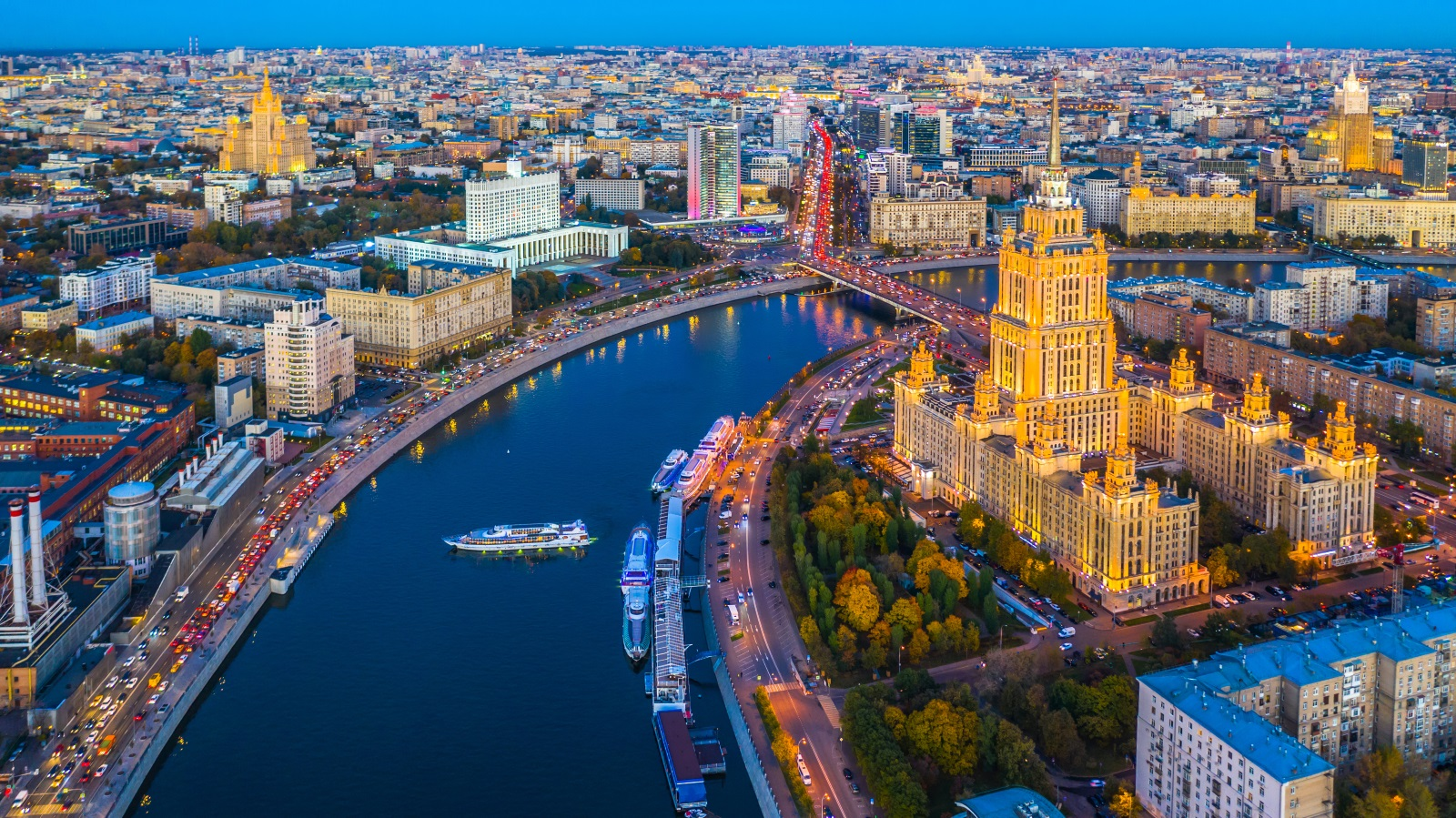
Moskva (Rusko)
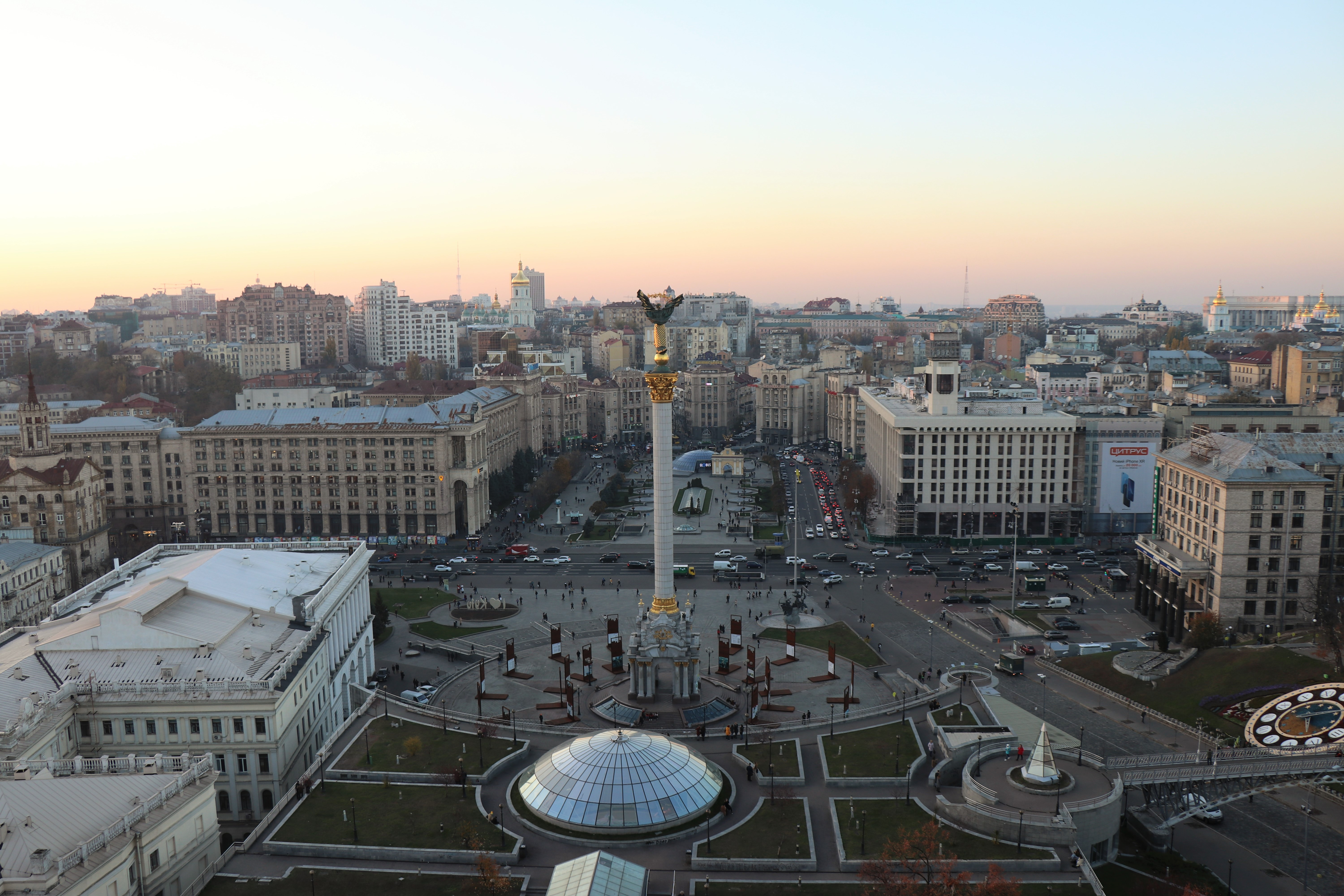
Kyjev (Ukrajina)
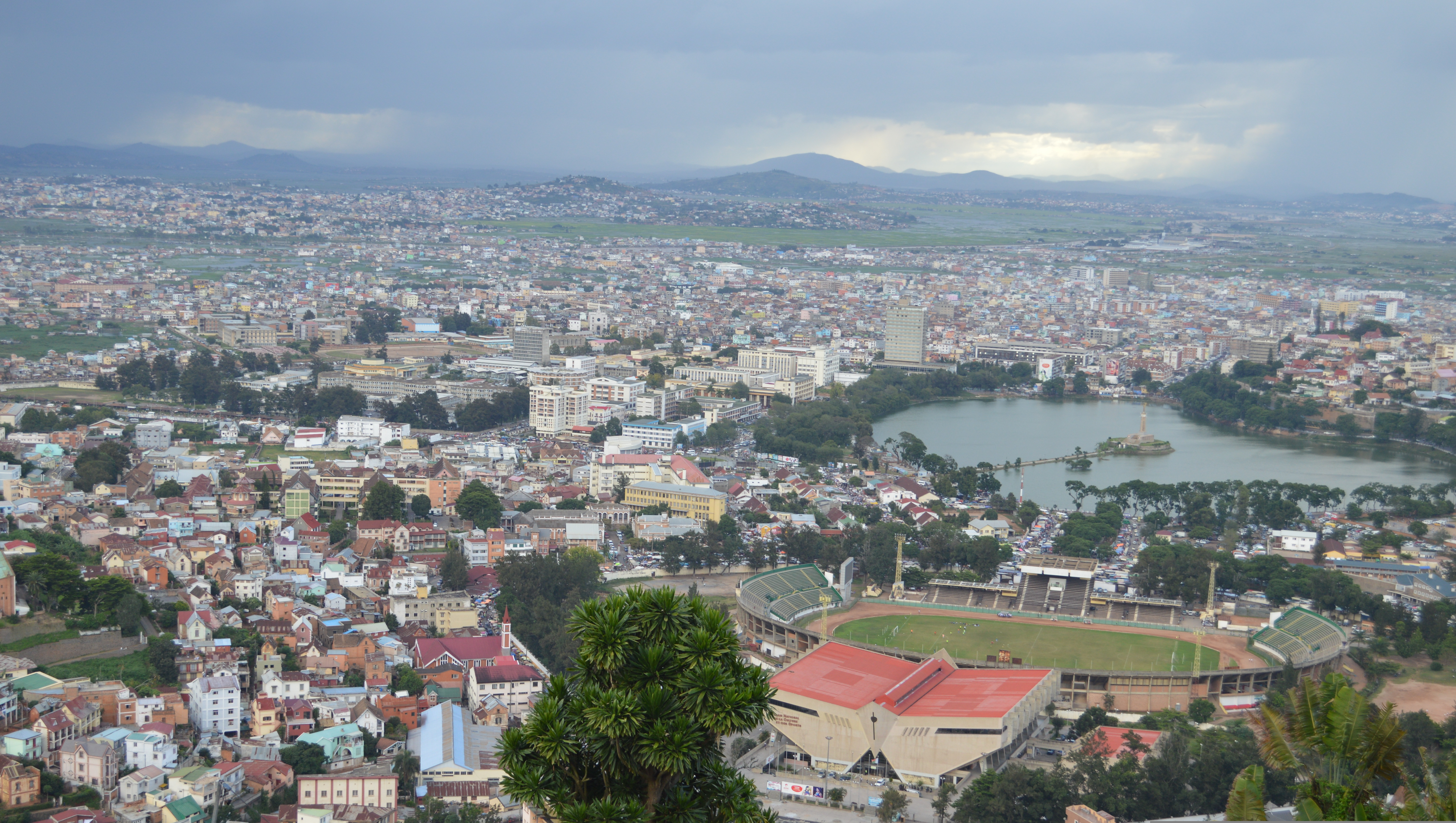
Antananarivo (Madagaskar)
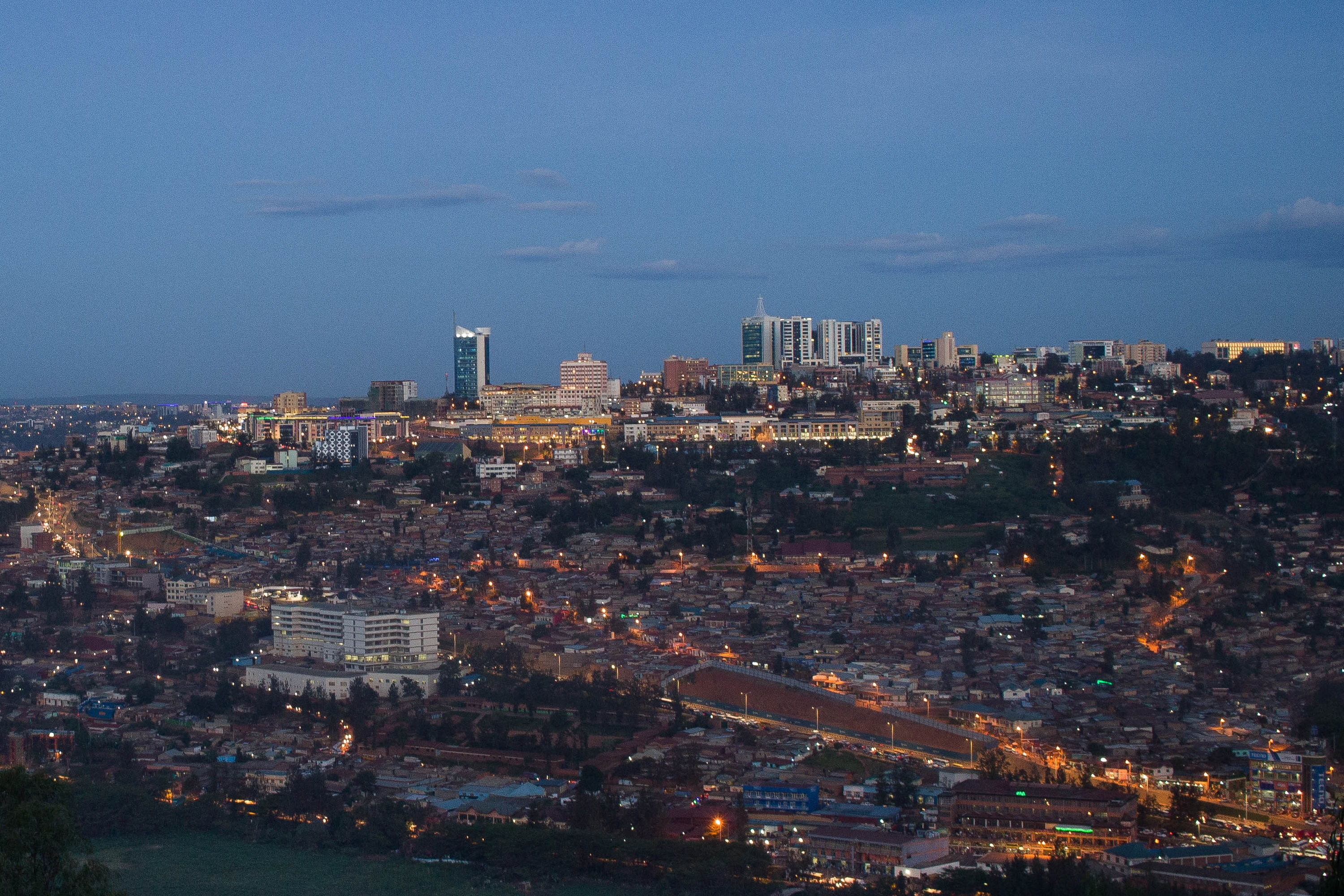
Kigali (Rwanda)
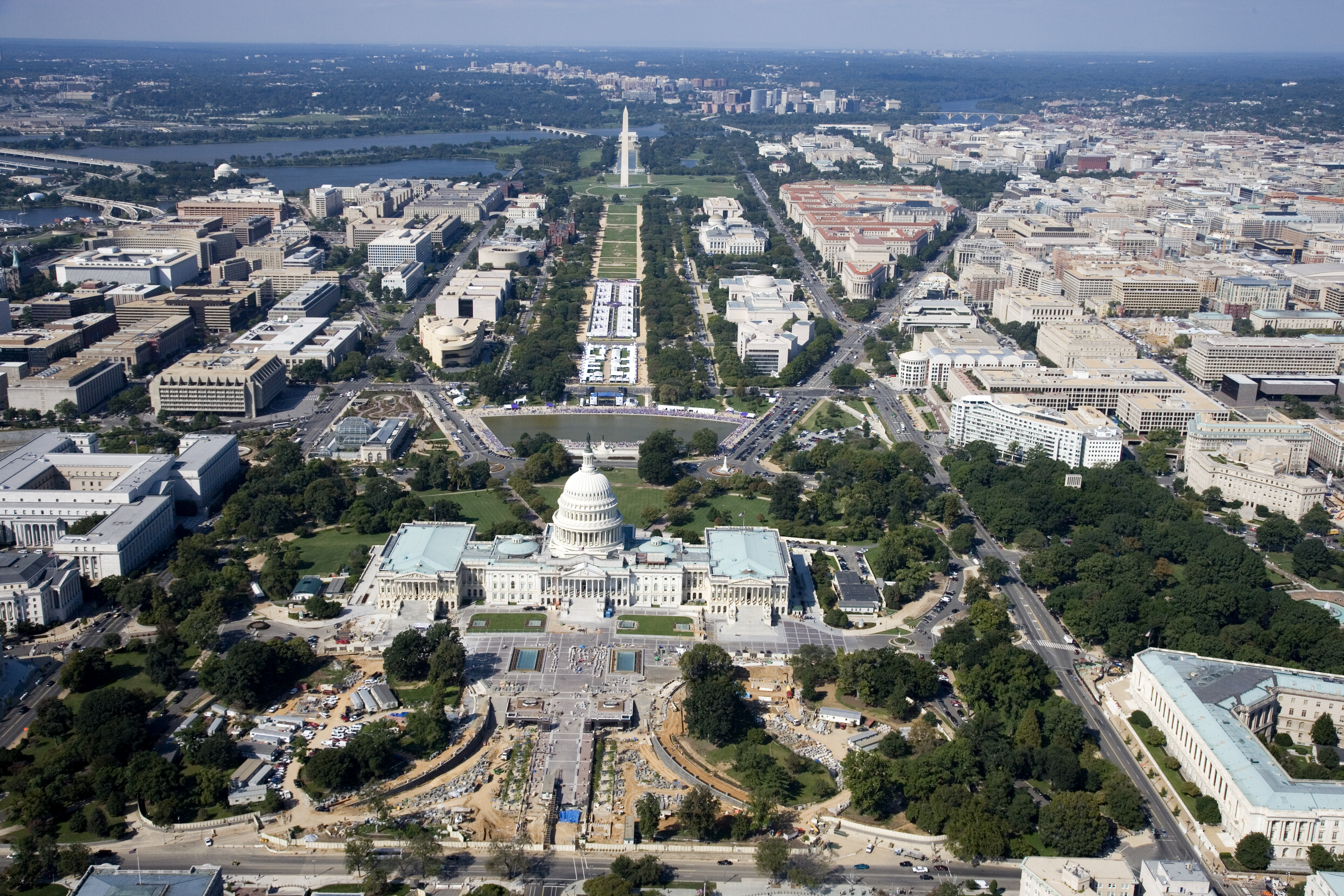
Washington, D.C. (Spojené státy americké)
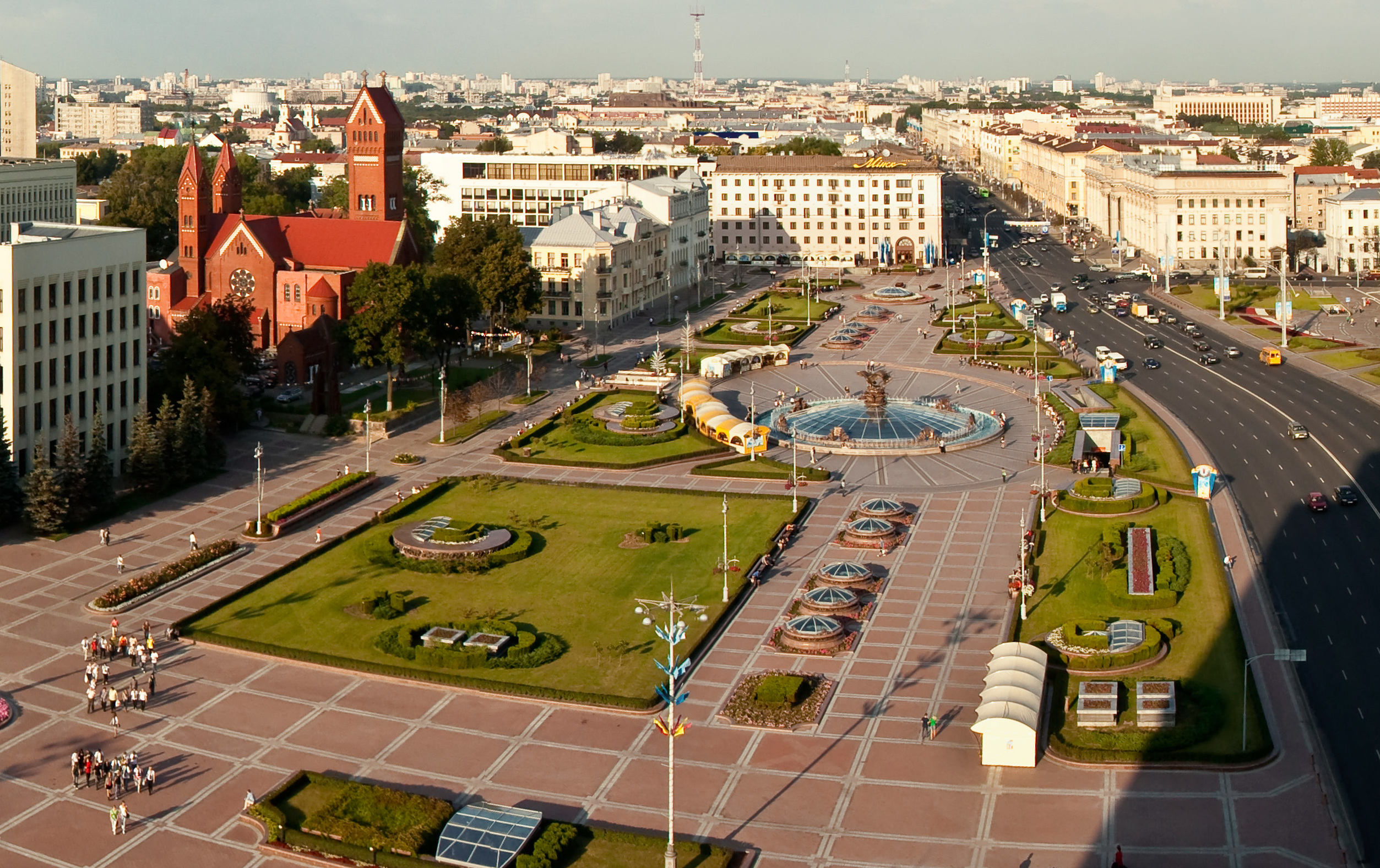
Minsk (Bělorusko)
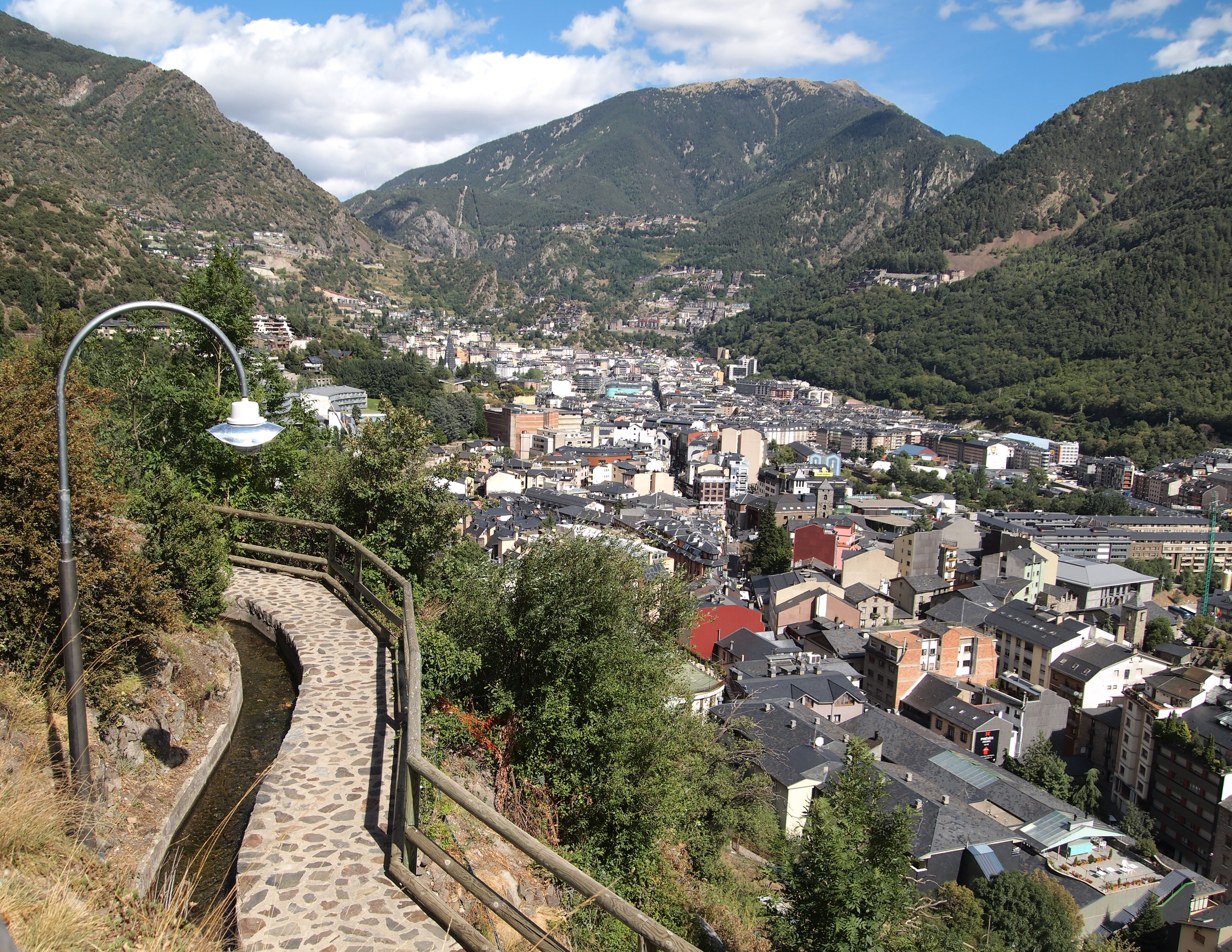
Andorra la Vella (Andorra)
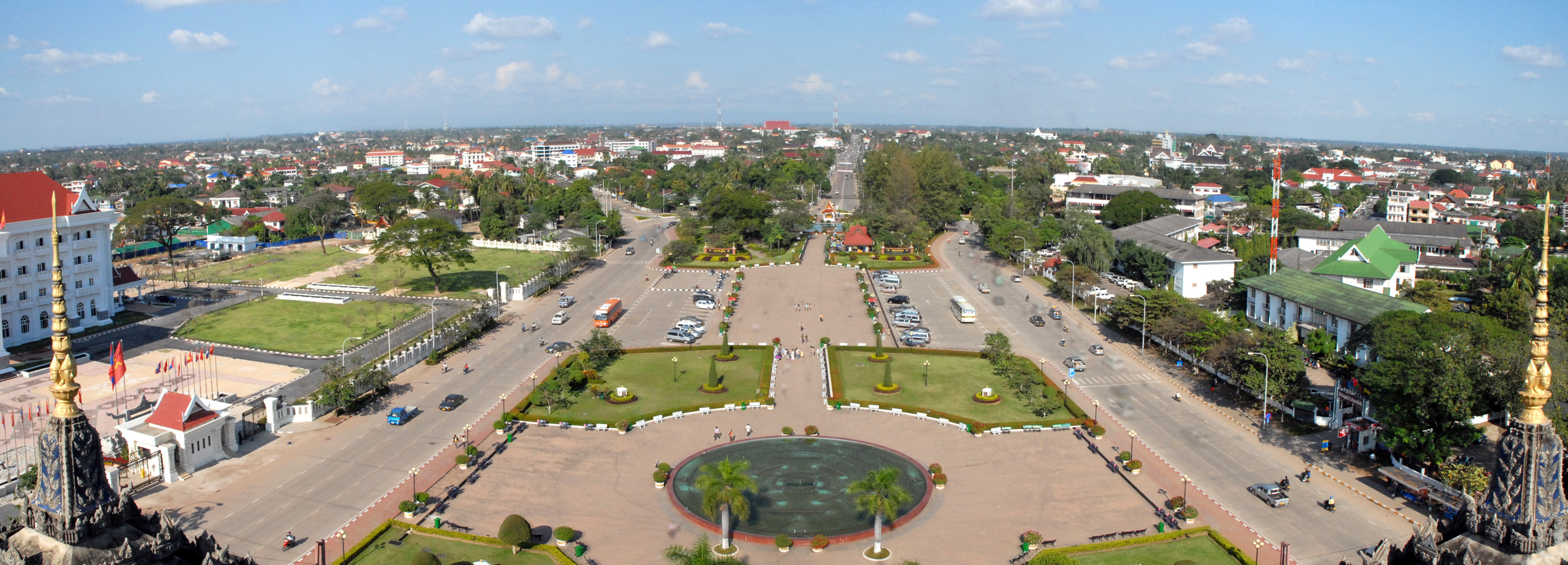
Vientiane (Laos)
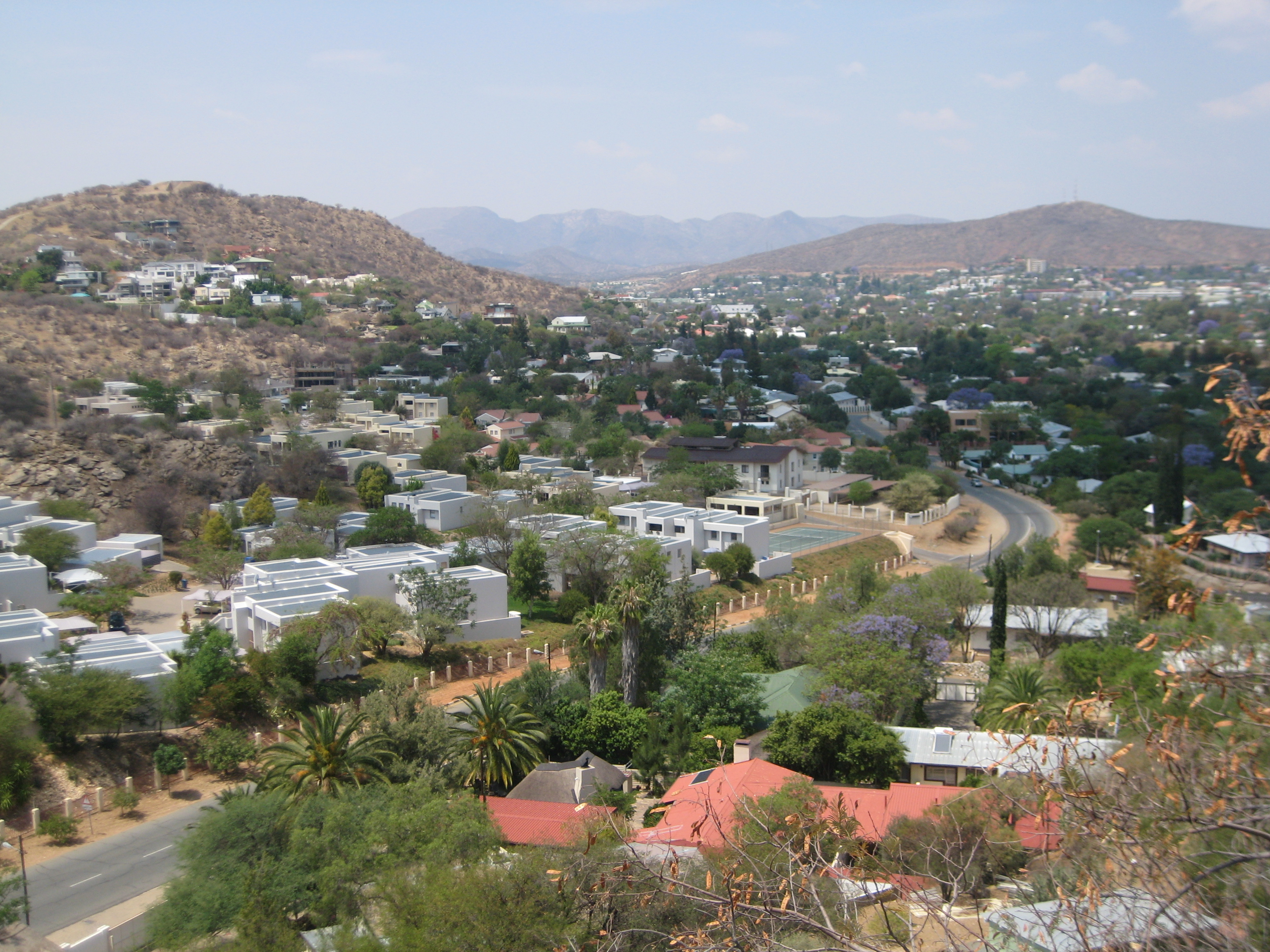
Windhoek (Namibie)
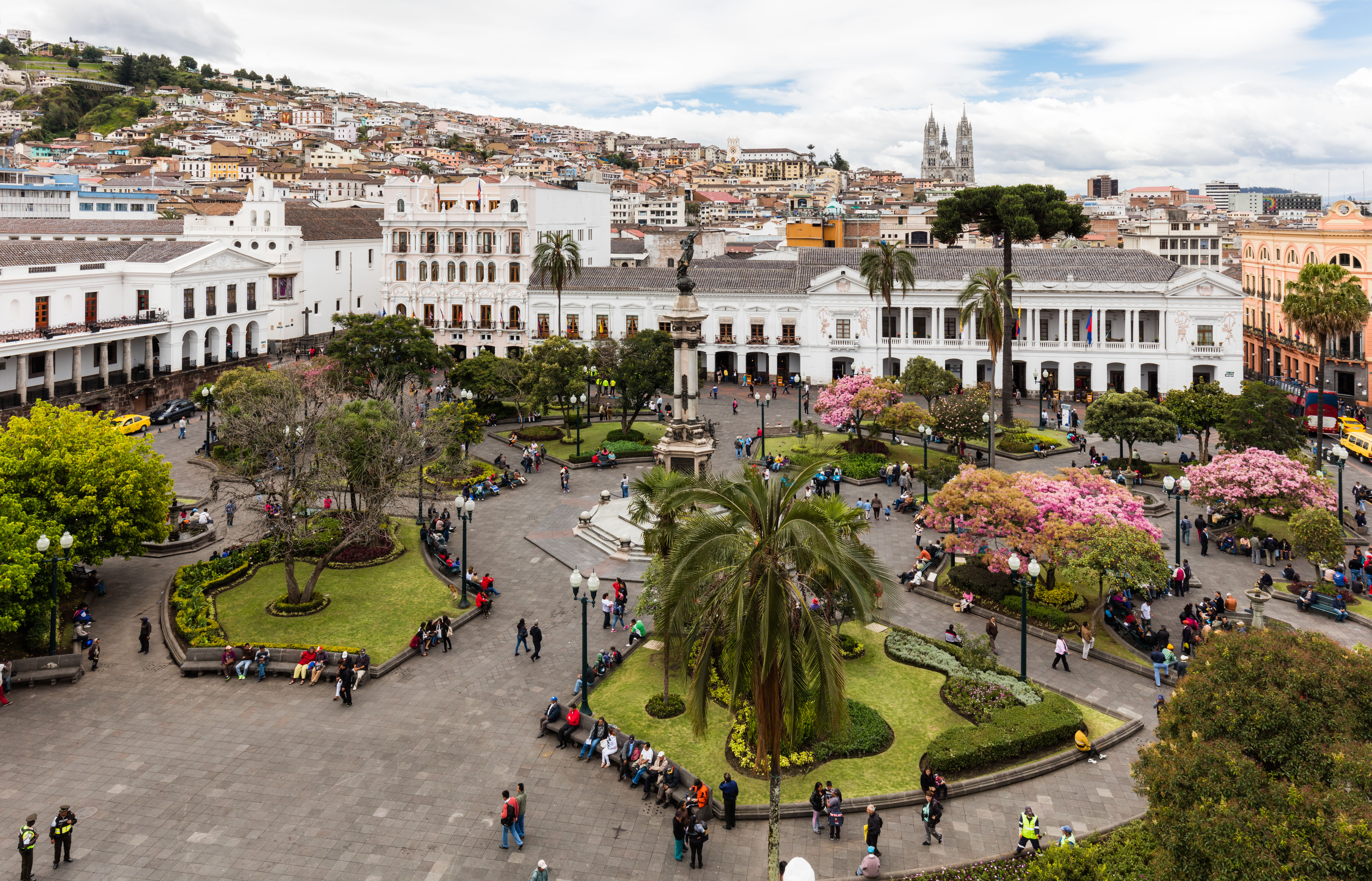
Quito (Ekvádor)
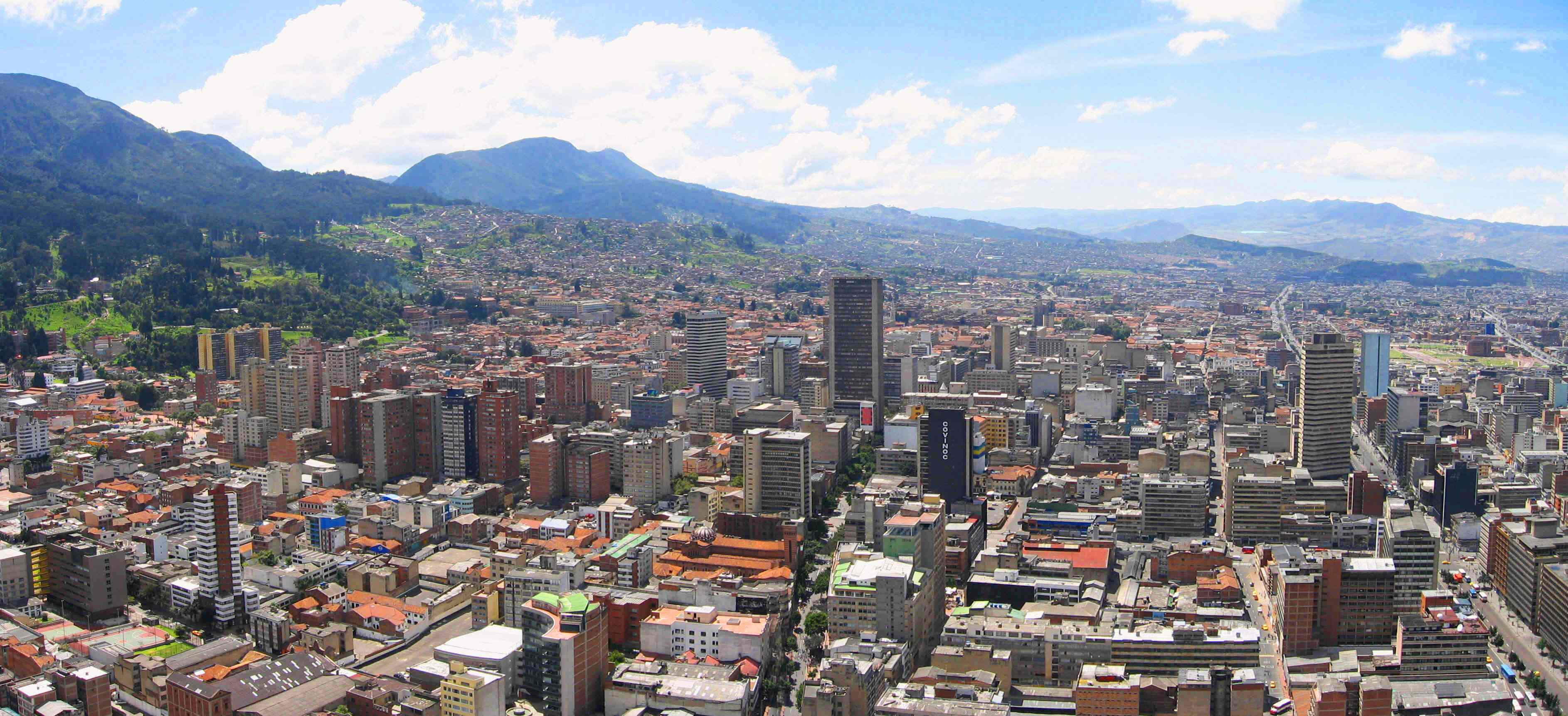
Bogotá (Kolumbie)
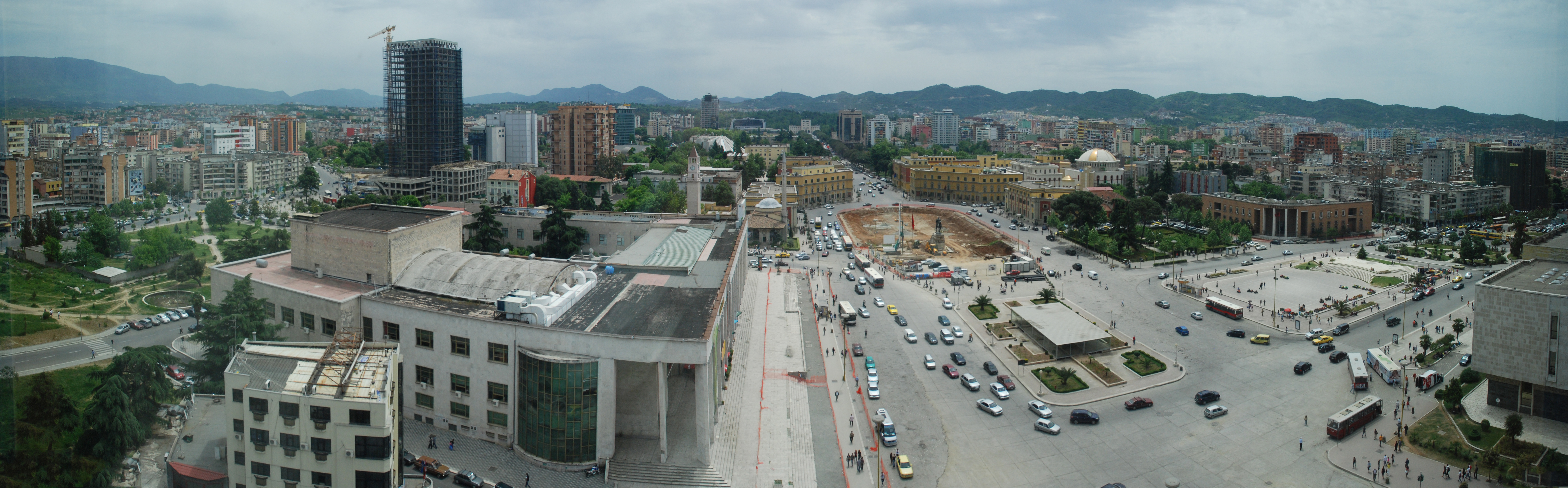
Tirana (Albánie)